# The ONE

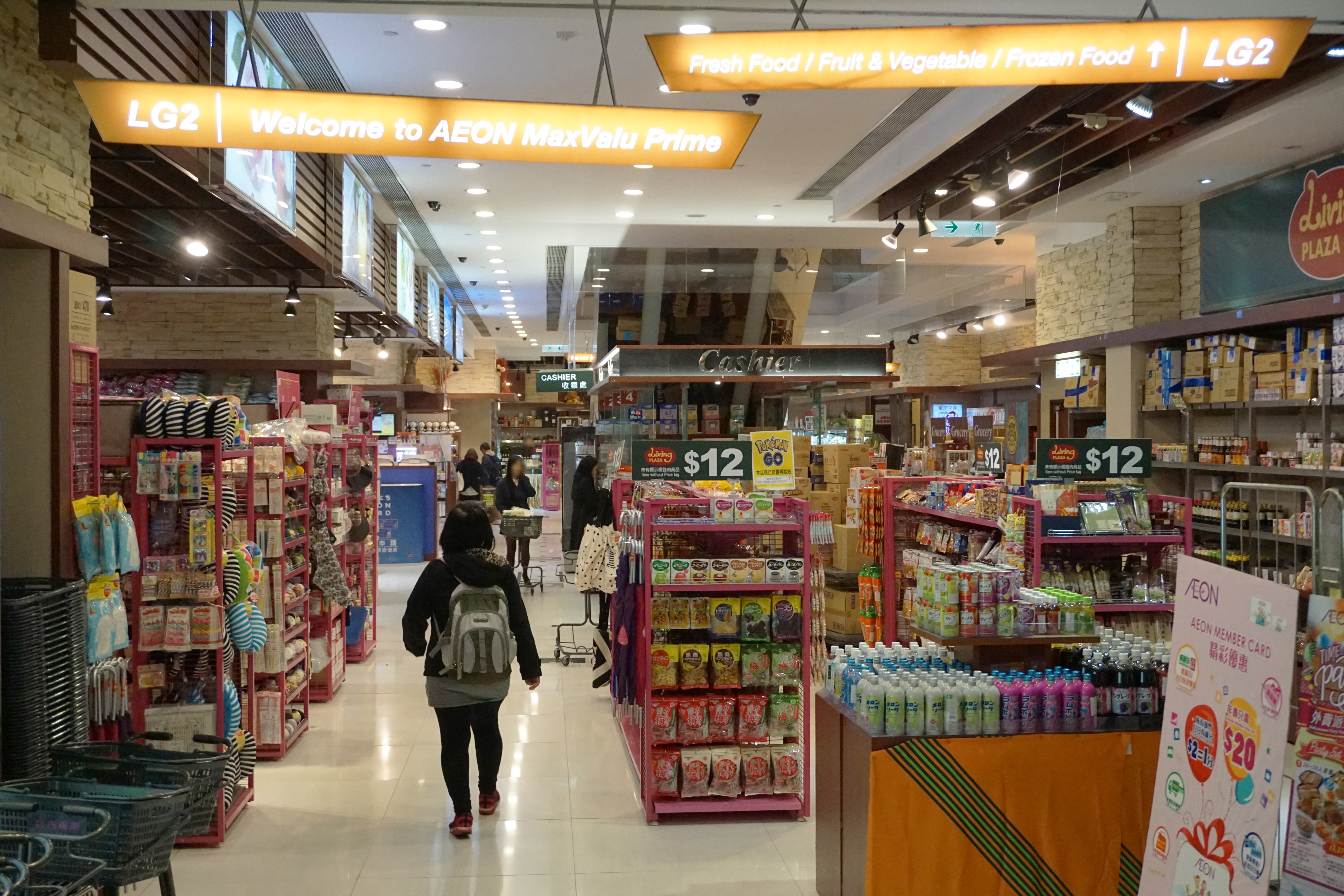
LG2層為AEON Supermarket

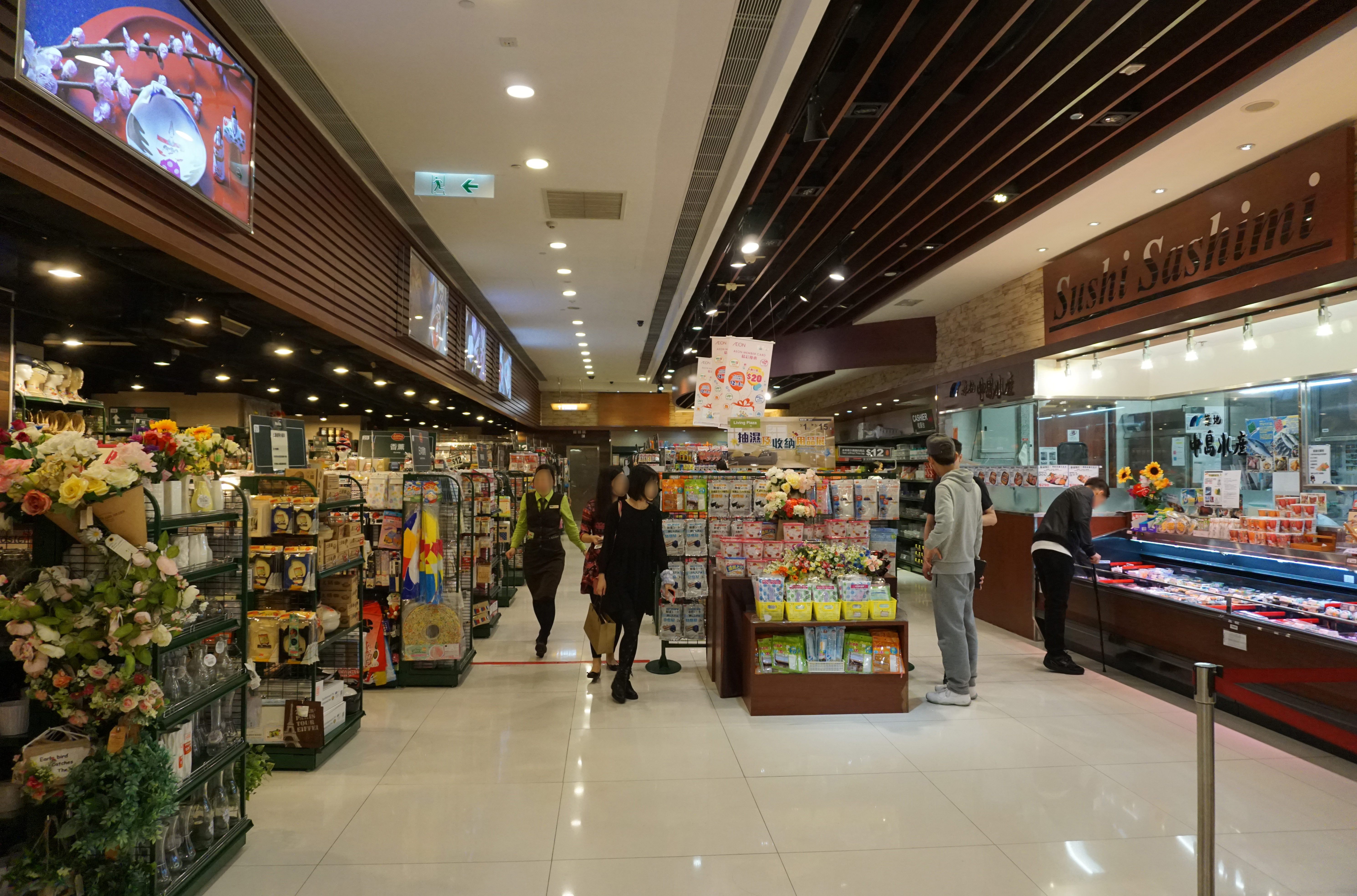
LG1層為AEON Living Plaza

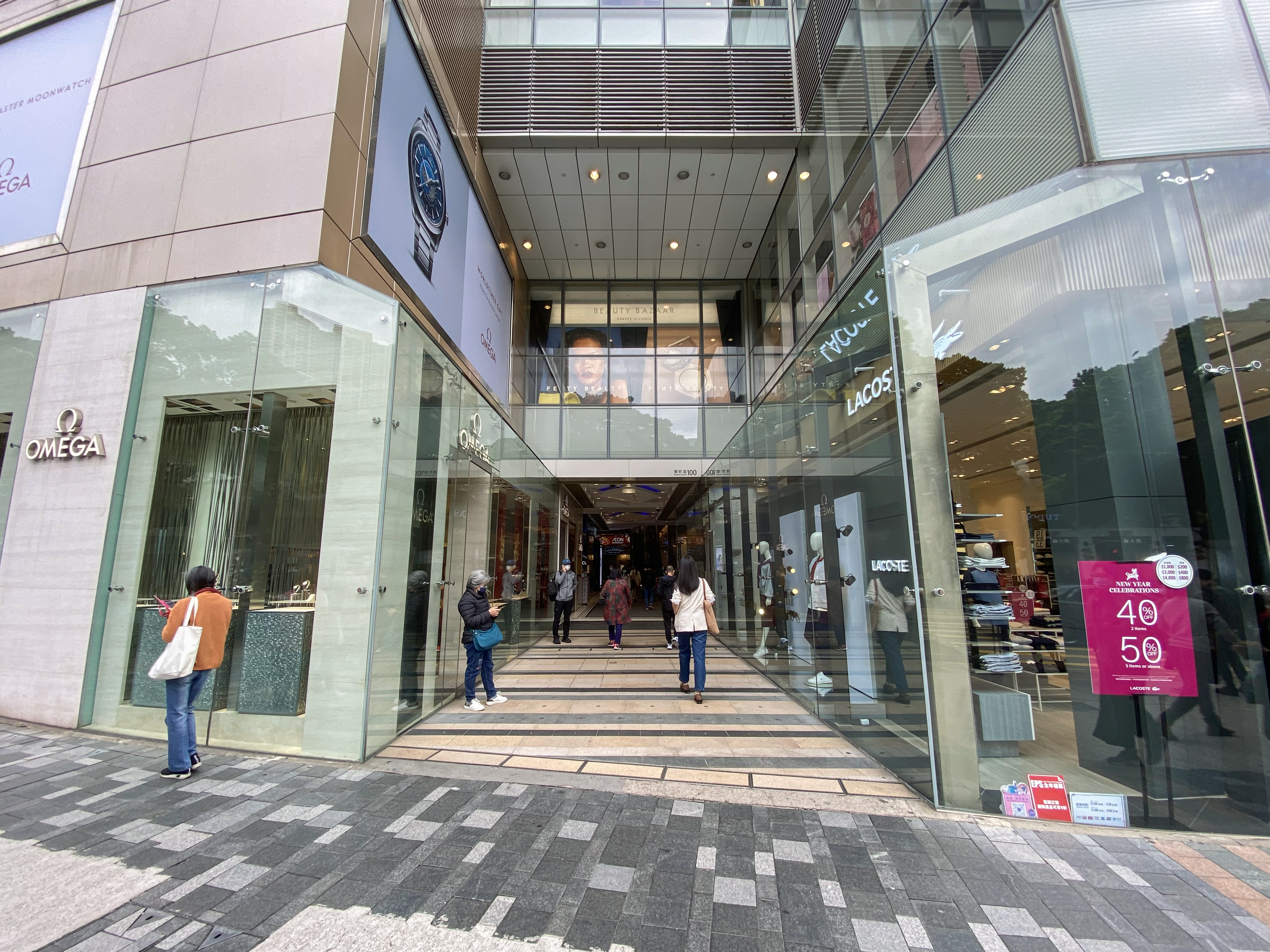
GA層及The ONE西入口

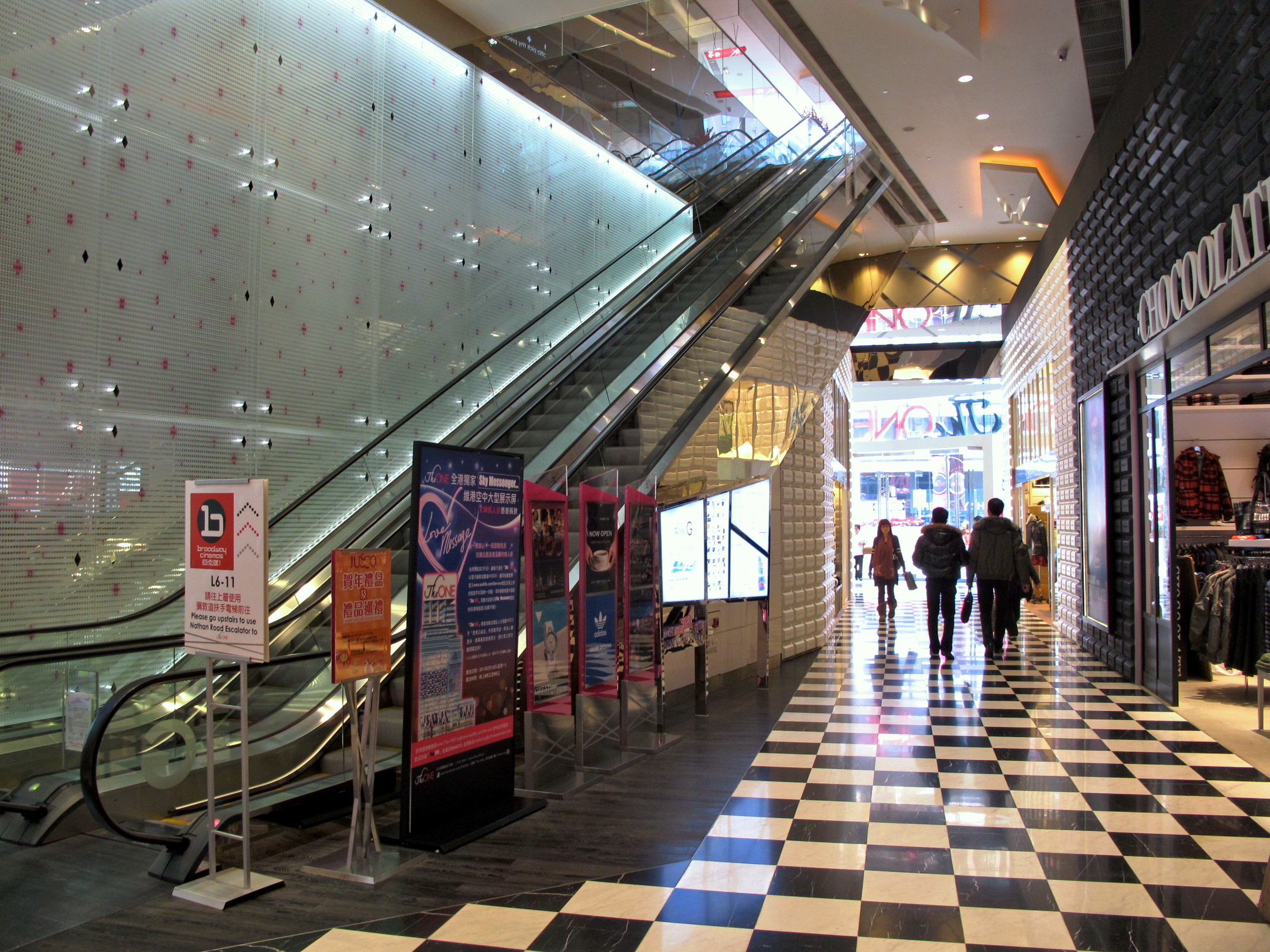
位於GB層的跨層扶手電梯及The ONE東入口

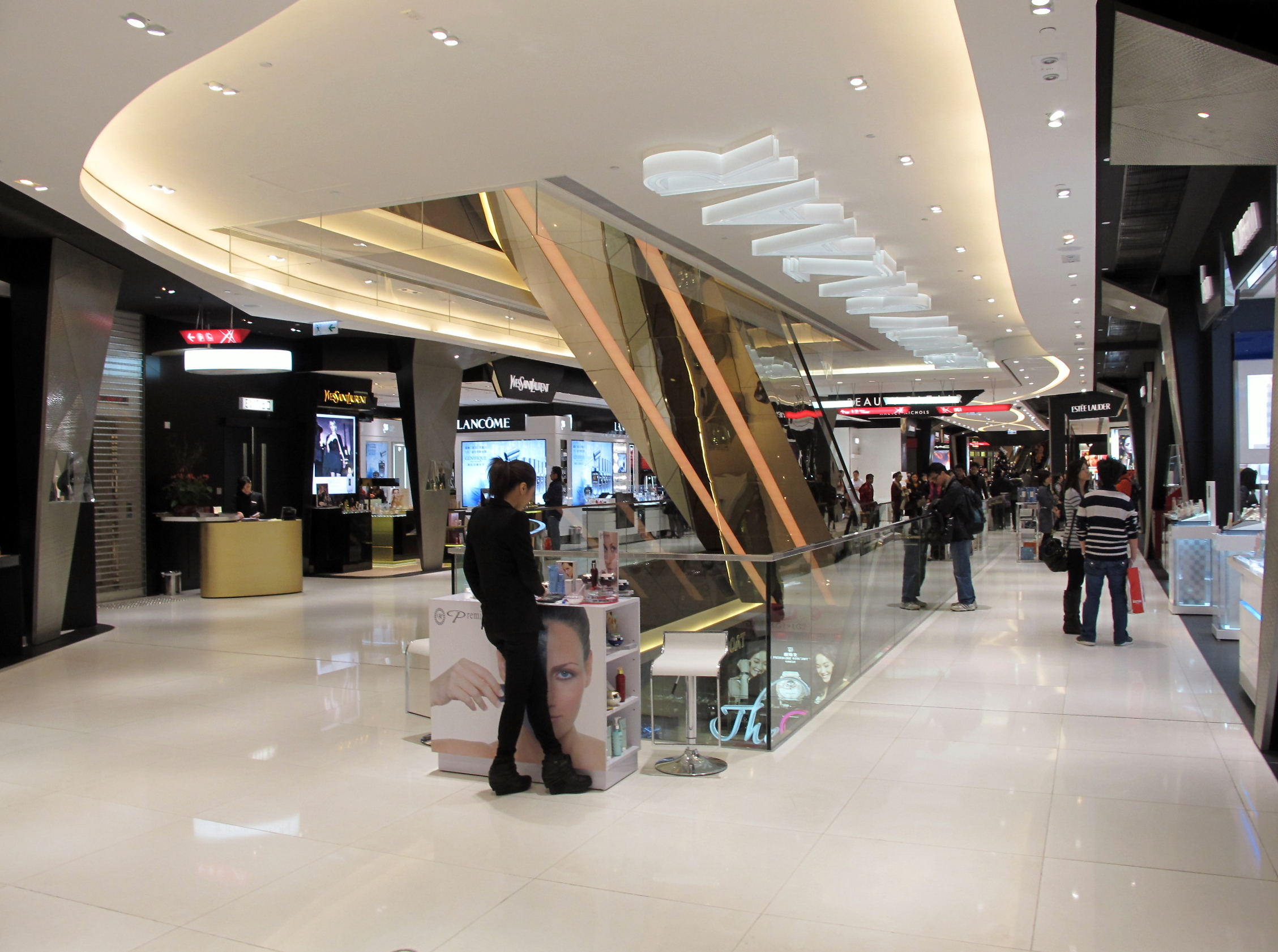
位於UG1層的Beauty Bazaar

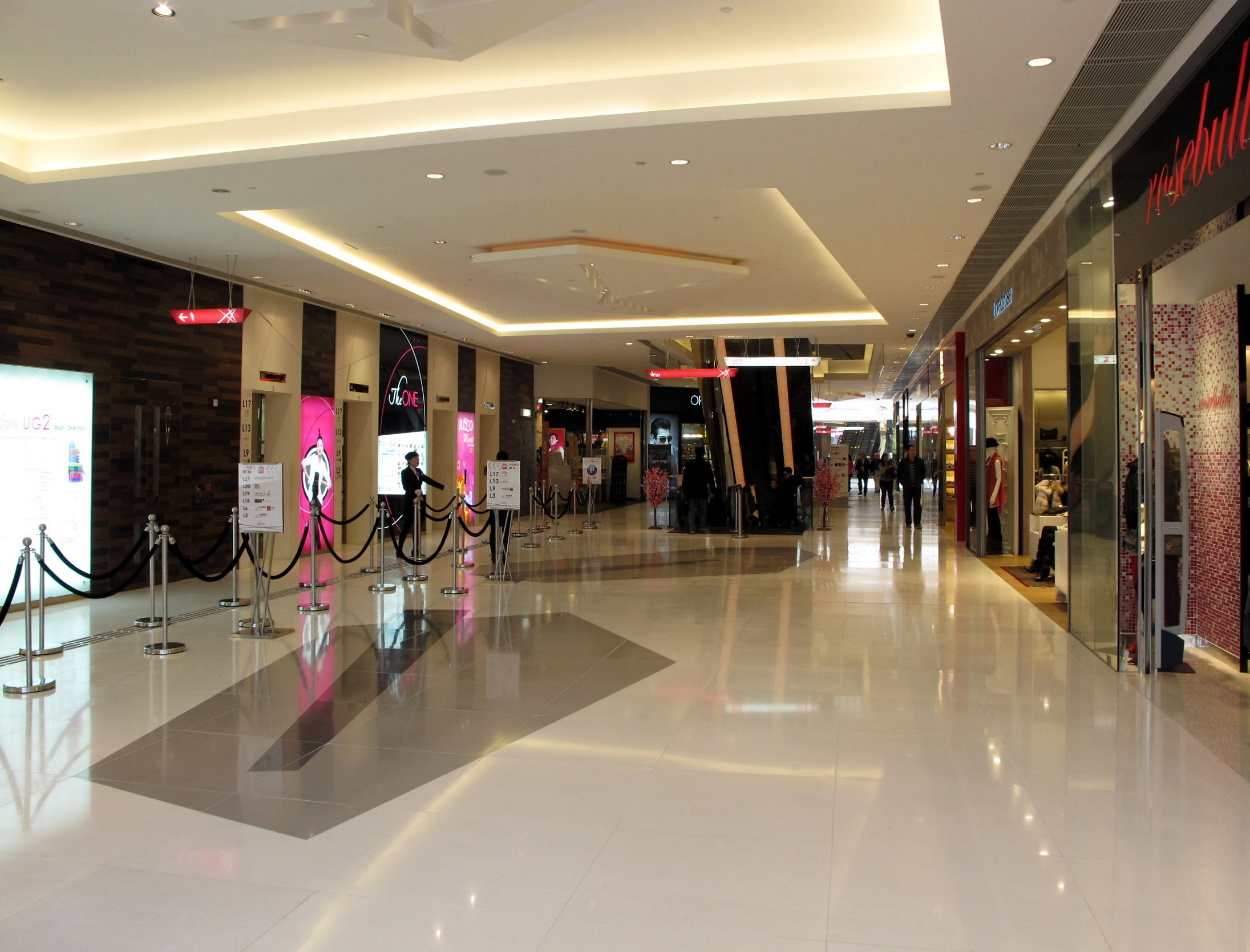
位於UG2層的升降機大堂

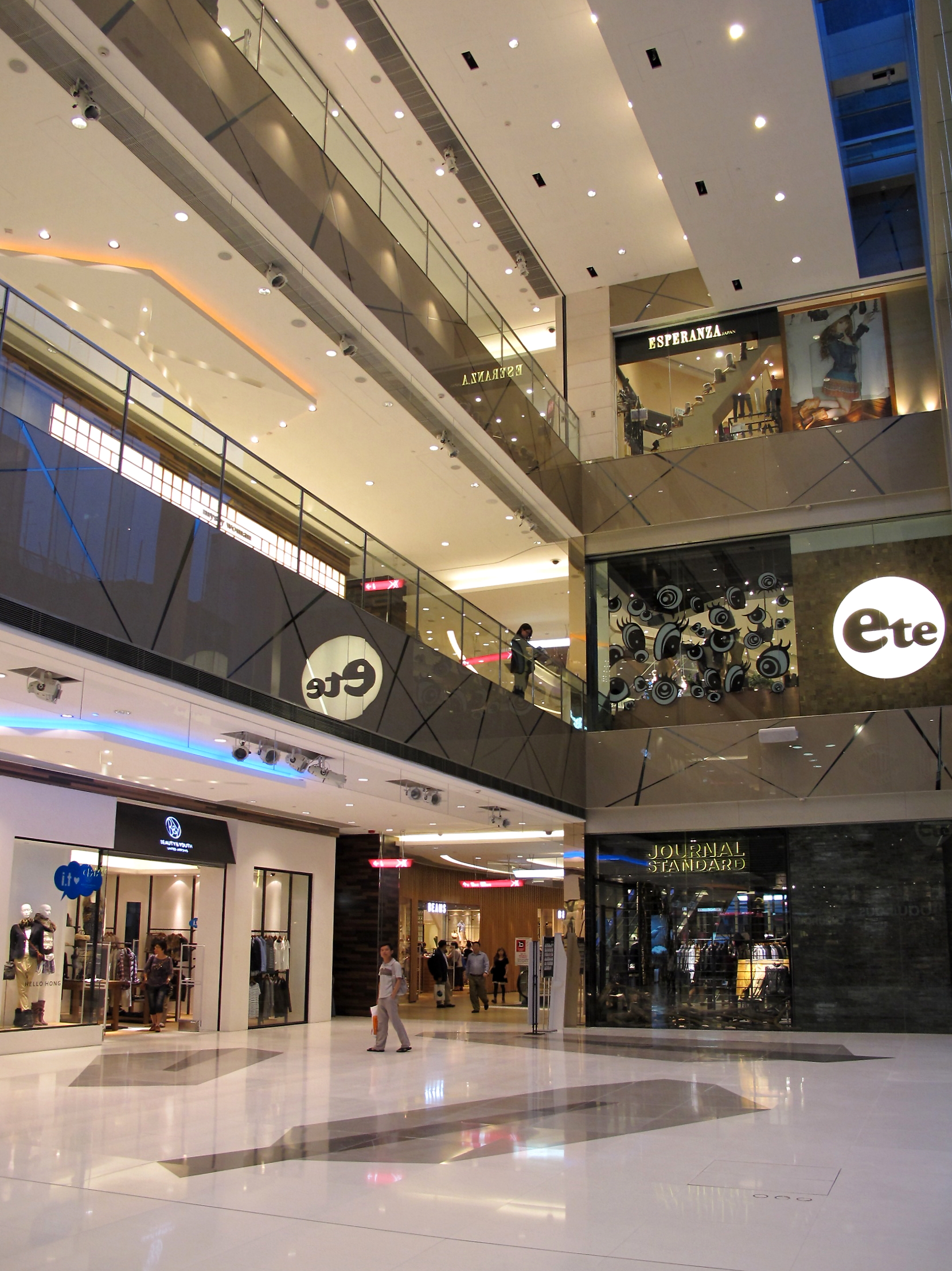
位於UG2層的商場中庭

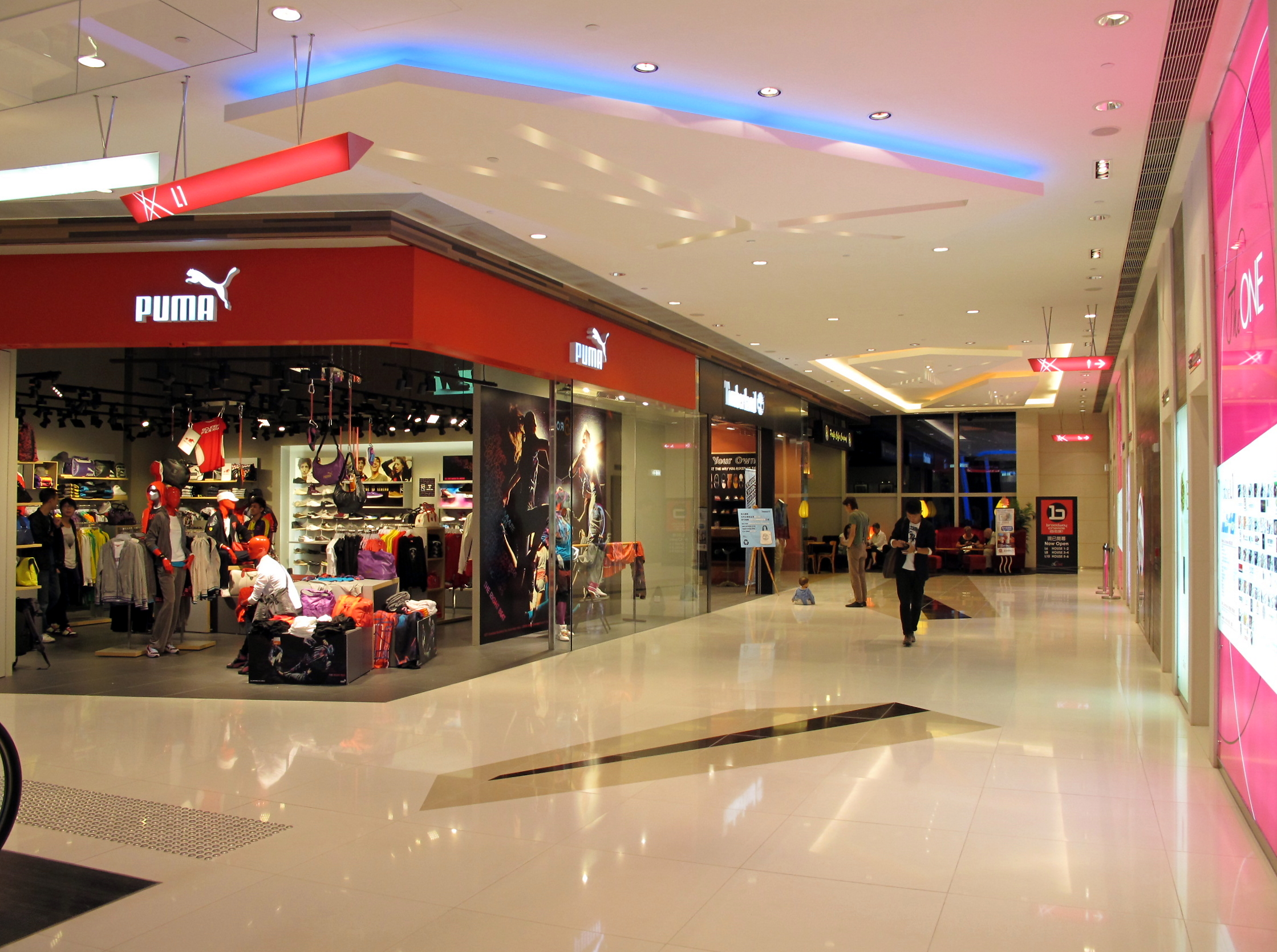
1樓為運動服飾集中地

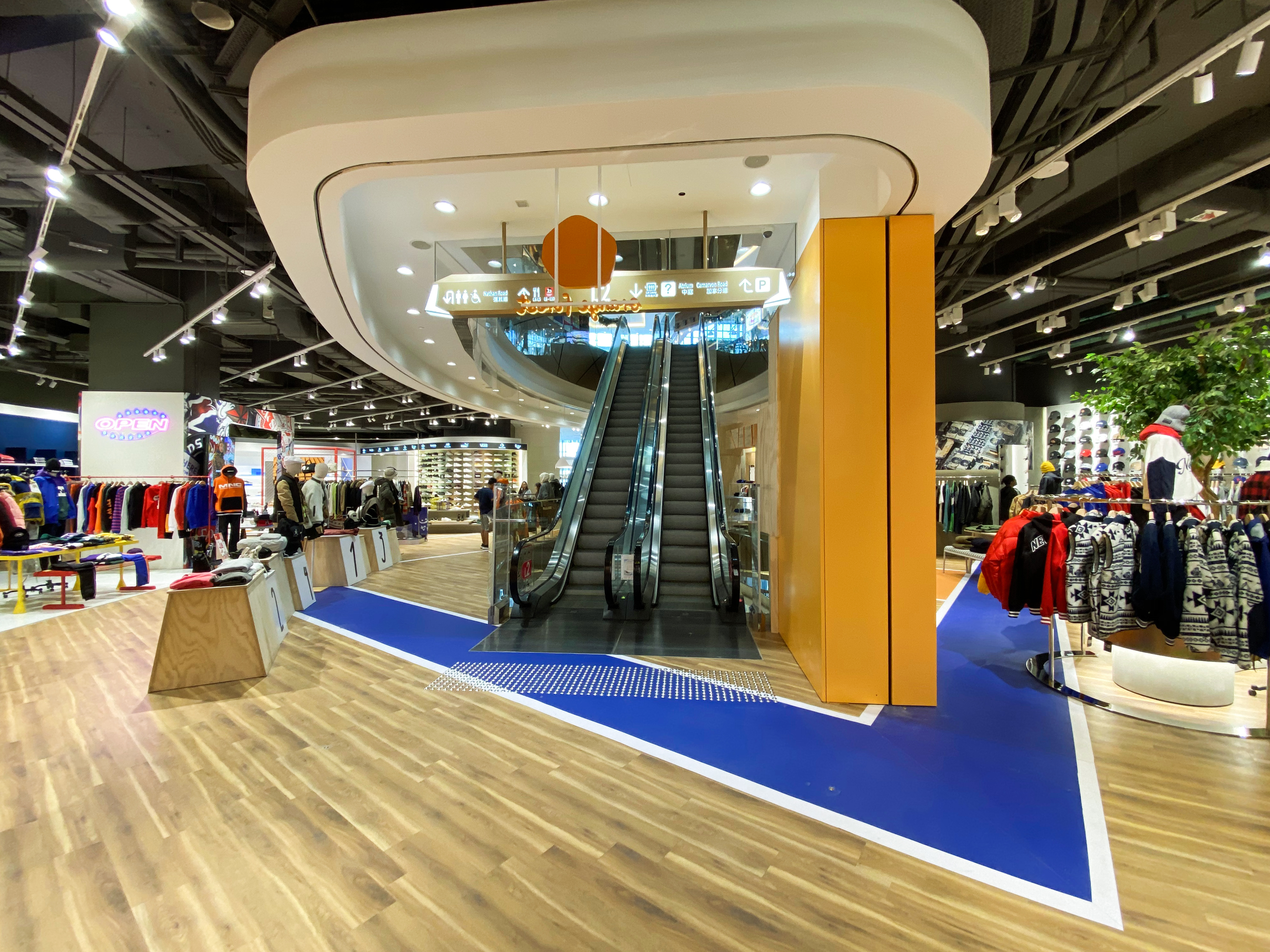
2樓I.T Orange Forest

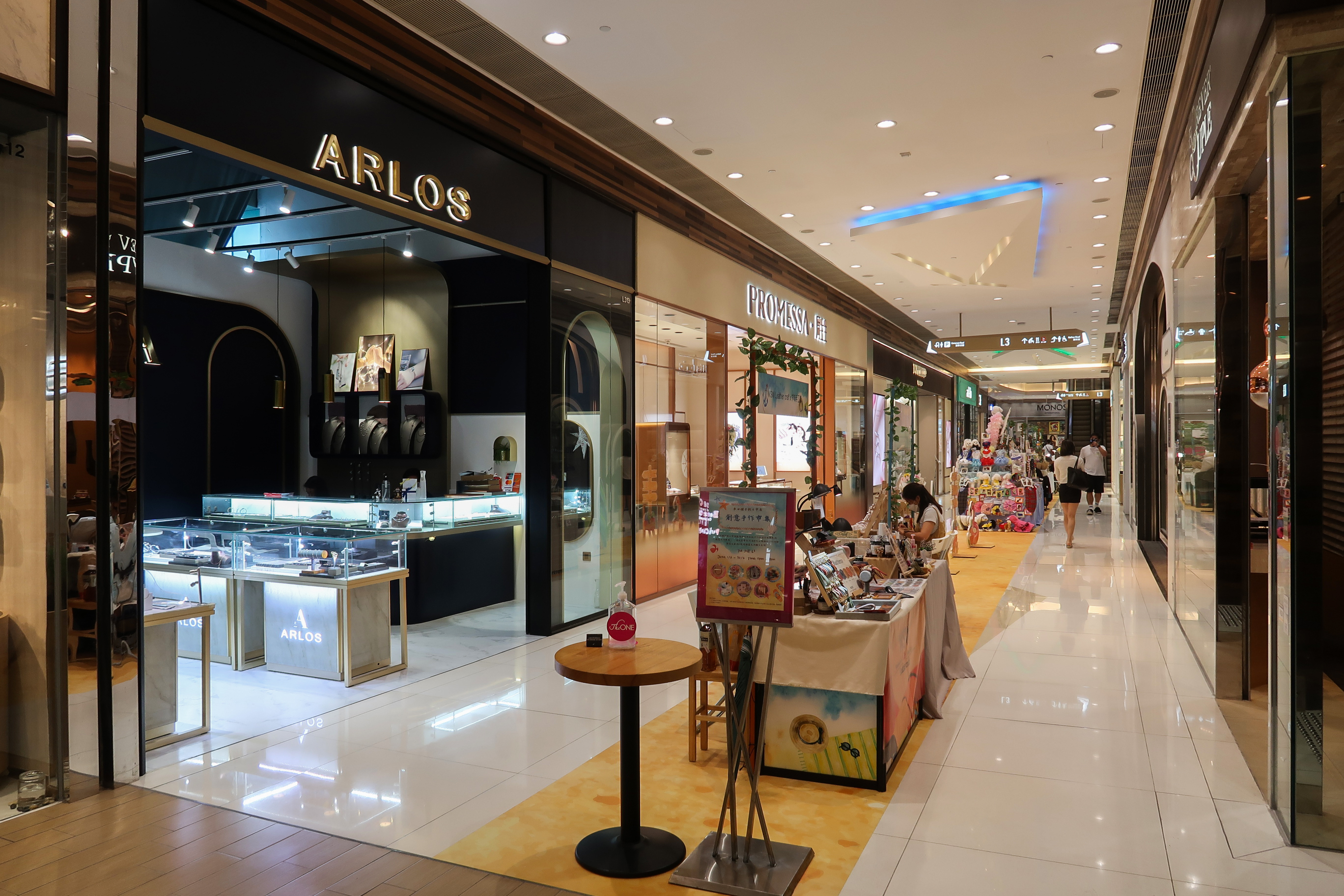
3樓為流行服飾集中地

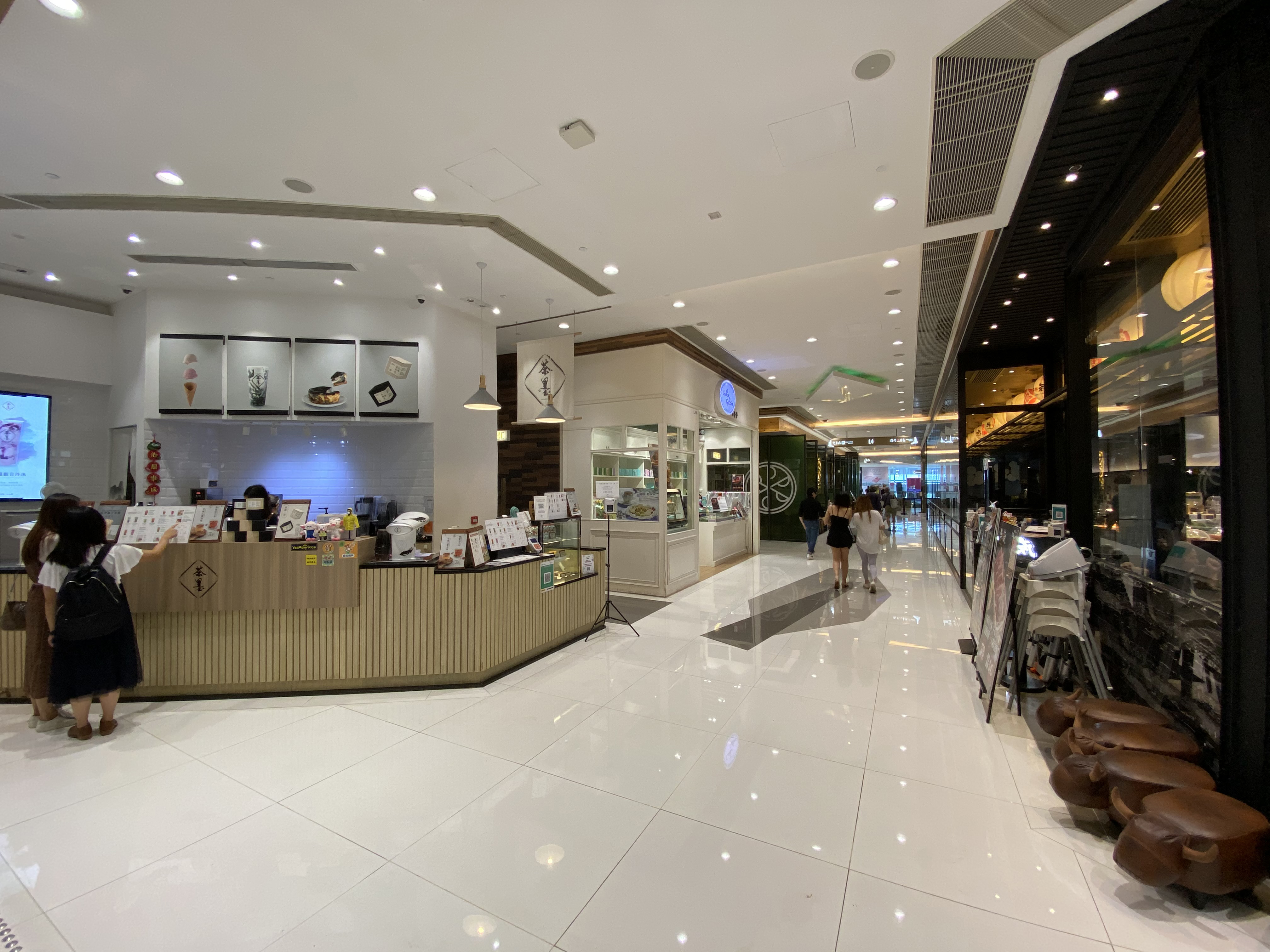
4樓為食肆集中地

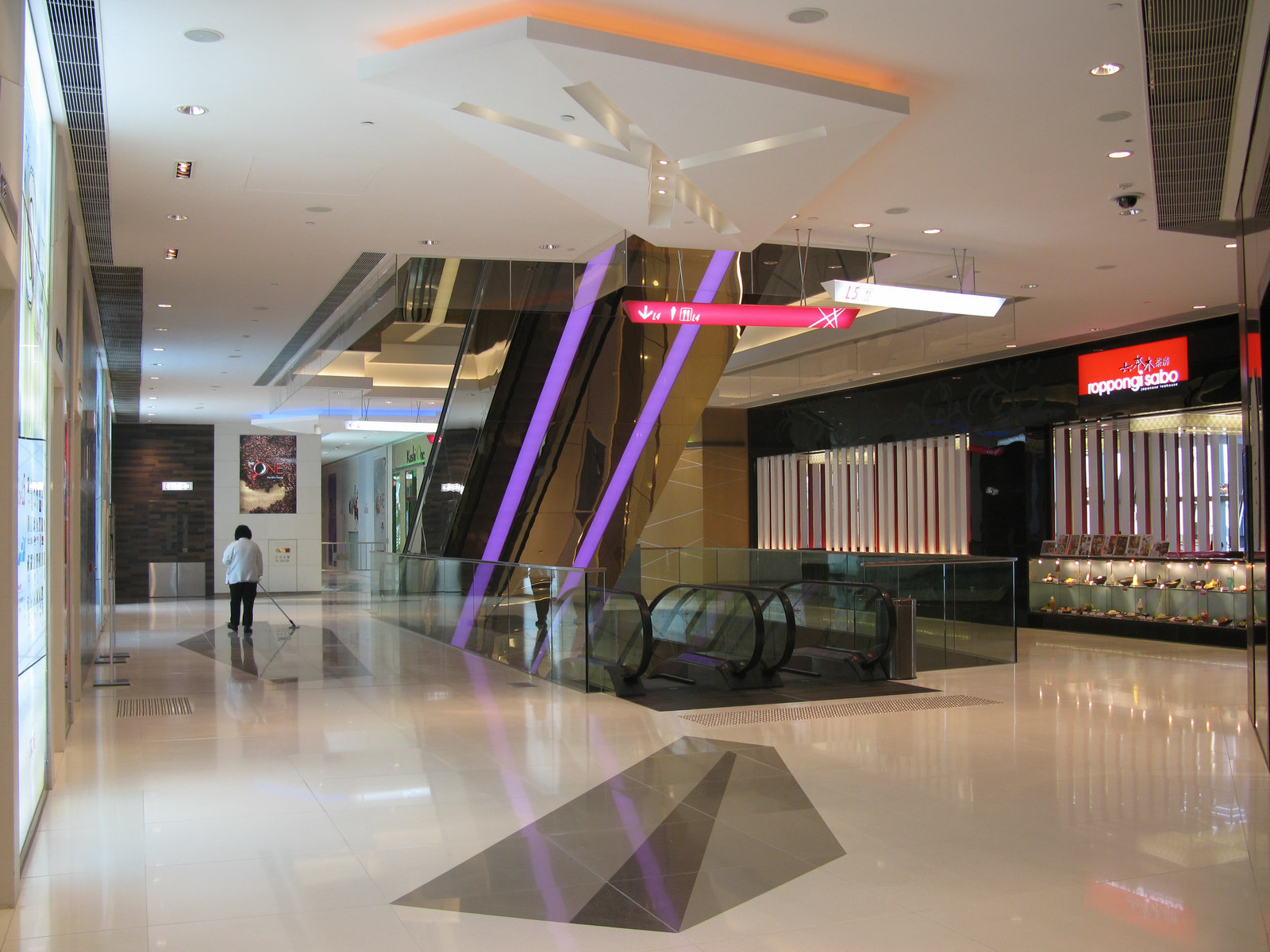
5樓日式餐廳

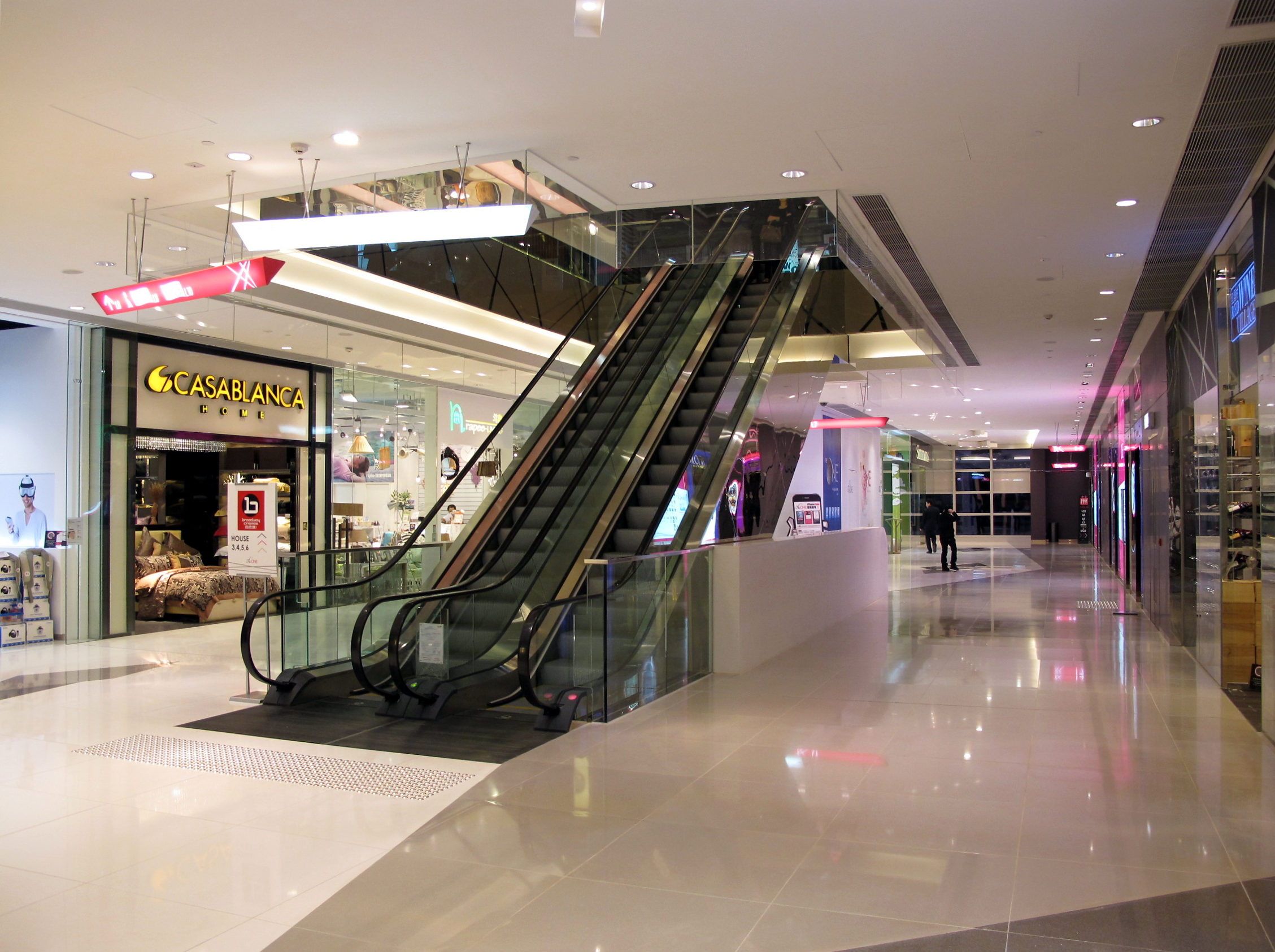
7樓店舖以家居精品為主

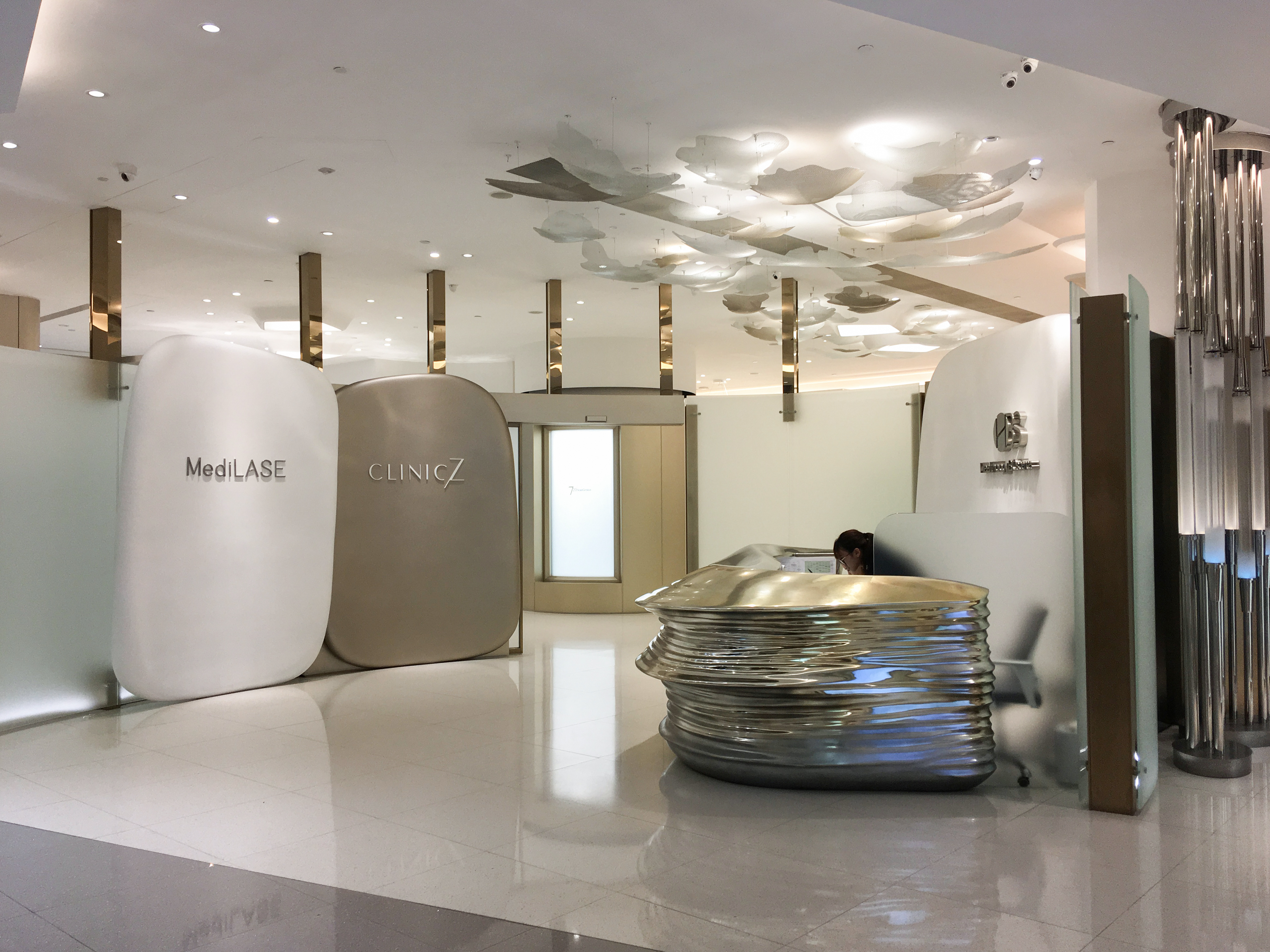
8樓MediLASE激光脫毛中心

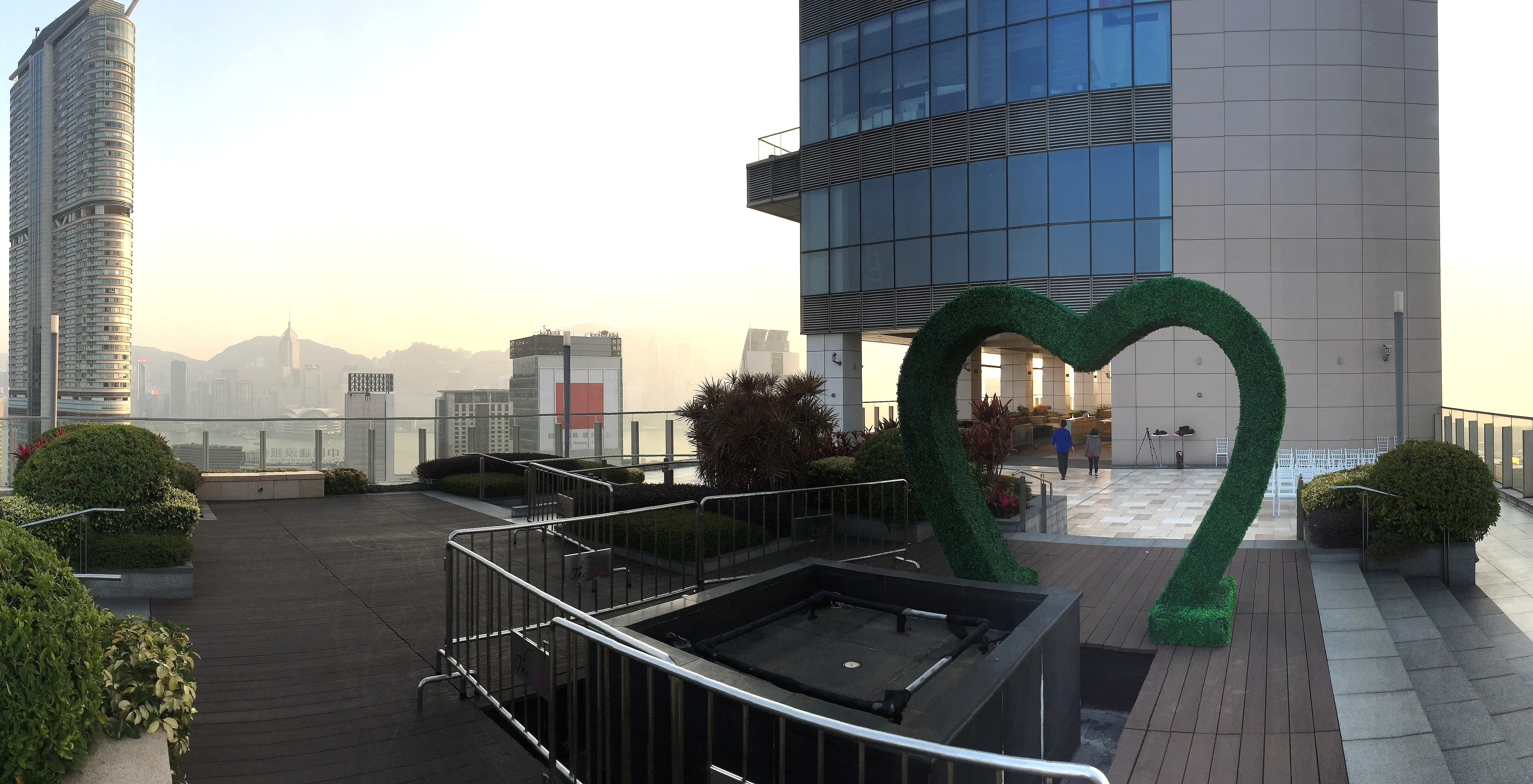
位於16樓The AIR

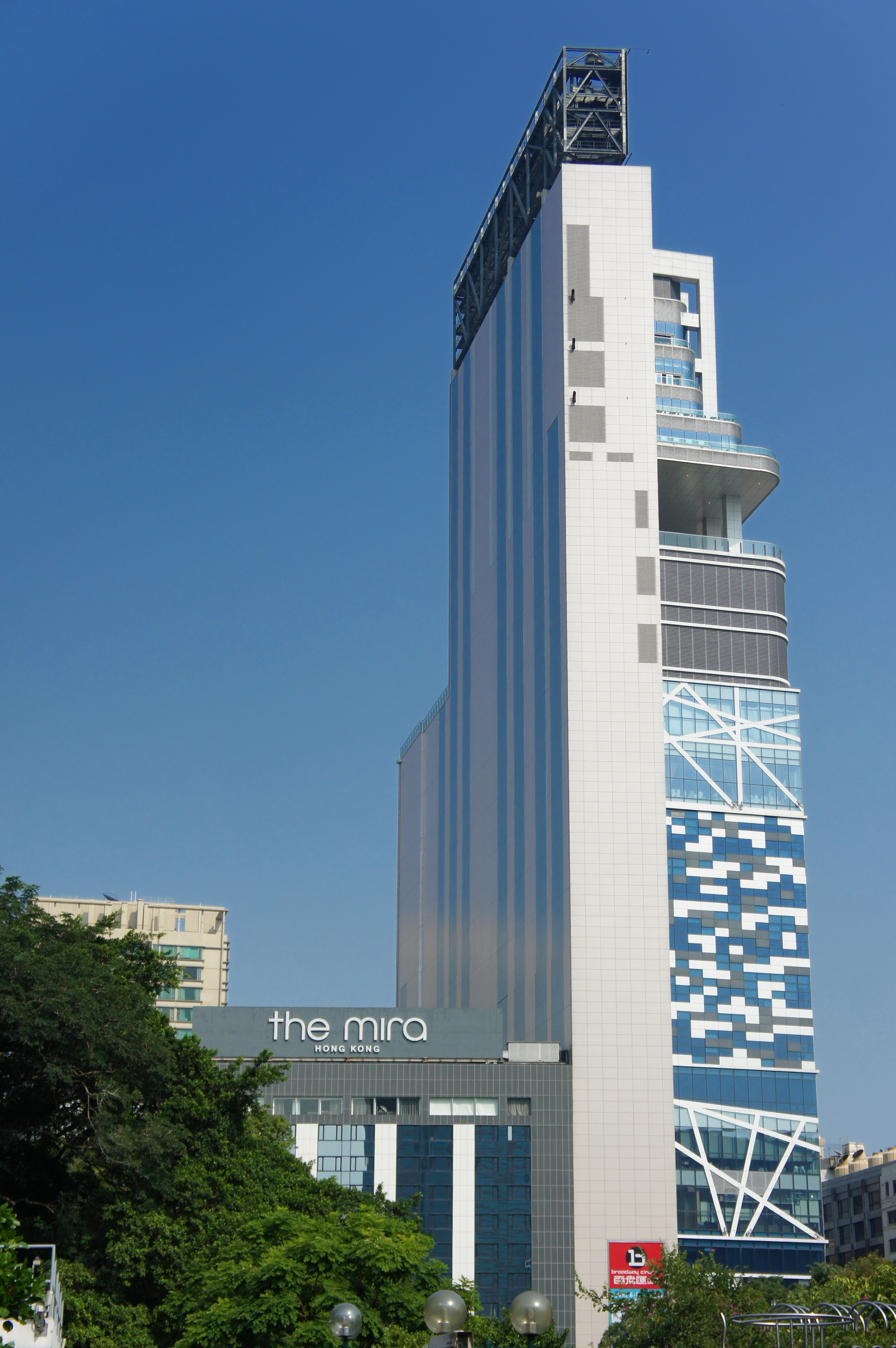
從九龍公園東望The ONE，可看到空中花園的位置

The ONE，是香港的一座商場建築，位於九龍尖沙咀彌敦道100號，樓高23層，為香港目前楼层数最高的純零售用途建築物。商場由華人置業投資額約25億元發展，於2010年10月29日開幕。2014年，華人置業公告以代價最高78.8億元將物業The ONE售予大股東劉鑾雄，2015年7月以實際代價50.2億元完成交易。

## 歷史
The ONE原址是在1965年落成，並由何東家族所持有的東英大廈，2003年樓市低潮時以11億港元將其出售給華人置業。華人置業早於2005年6月宣布，投資25億港元將東英大廈重建為一幢以零售商舖為主的大廈，於2006年8月完成拆卸及开始重建。並于2010年10月29日正式开幕。

## 簡介
The ONE樓高23層，總建築面積逾40萬呎，包括商場、戲院和高座大樓三個部分。The ONE設計突破一般傳統商場，以垂直方式向高空發展，集合購物、飲食及娛樂於一身的綜合商場。LG1 – LG2為平民超市, G/F-UG2為國際時尚及化妝品、L1-L3為流行服飾、L4-L5為時尚食府、L6-L11為家居精品、L12-L13為華麗食府、L16為空中花園The AIR及L17-L21為空中食府。商場已於2009年12月22日平頂，並於2010年5月完工，開業後已成為香港最高的純零售商場。

## 命名
該項目的英文名稱被命名為The ONE，為「唯一」的意思。據華人置業執行董事劉鳴煒解釋，The ONE是一個簡單、直接和易記的名稱，並且突顯出其獨一無二的設計概念（全香港最高的商場），但坊間「都市傳說」則流傳The ONE的名稱是華人置業主席劉鑾雄對其紅顏知己李嘉欣39歲生日的祝賀。到2023年1月3日，劉鑾雄澄清指The ONE是兒子劉鳴煒取的名字，而自己亦表明拒絕為商場改名。
讀法為「The-one」，並非「D-one」。

## 現時商場結構

### LG2 AEON SUPERMARKET
LG2層原本命名為「數碼壹地帶」，商場主要租戶包括永旺百貨旗下的AEON SUPERMARKET及Living PLAZA。

### LG1 AEON SUPERMARKET，Living PLAZA及日式餐廳
LG1 潮流薈萃，現時有Living PLAZA 及日本食肆。包括日式飯團便當OKA′S、泰式小食店Foodism、博多拉麵別天神、中島水產及永旺百貨特許經營的日本咖啡連鎖店「客美多咖啡」。2013年12月，永旺百貨以約150萬元續租。
流動電話網絡商PCCW Mobile2G及3G網絡在該層沒有提供覆蓋。

### GF-UG2 國際時尚
地下近彌敦道入口為GA層，現時租戶為景福珠寶、奧米茄及施華洛世奇等。生活精品店COLLECTIBLES CORNER、口罩店H-PLUS和Salad臨時店。
近加拿分道入口為GB層，商戶為I.T旗下的Chocoolate及Camper年青服飾專門店。
由於地下相隔了往停車場的通道，加上彌敦道及加連威老道兩邊的地下入口是不同高度，因此分為GA層及GB層。該層並沒有通道直接連接，遊人需要使用扶手電梯前往LG2層後，需再使用另一條扶手電梯前往GB層。
UG1層大部份範圍為Harvey Nichols旗下的Beauty Bazaar美容專門店，引進超過50個國際知名的化妝、護膚以及香水品牌，於2010年12月15日開張。其餘店舖包括I.T旗下的b+ab及izzue。
UG2層主要租戶為Beams及Journal Standard、Bauhaus、Salad、Design Tshirts Store Graniph、GreaTime鐘錶店、眼鏡88及Caffe Vergnano 1882等。到2013年至2015年進行租户重組，現時店舖包括MAJESTIC LEGON、眼鏡88、Calvin Klein watches + jewelry、BEAUTY & YOUTH UNITED ARROWS、RABEANCO、Salad、bread n butter、G-STAR RAW及Free's Mart等。UG2層亦設有多部升降機連接商場高層及設有一個中庭舉辦不同活動，大多以節日大型裝飾、電影宣傳活動及明星簽唱會為主。

### L1-L3 流行服飾
在商場1至3樓，命名為「流行服飾」，該處商店針對女性顧客為主。主要租戶包括Automobili Lamborghini、Cobo、Framc Qui、Panda-a-Panda、A Bros Products、Bla Bla Bra、L'Rosace、Vivitix、Tee Locker、EGG Optical Boutique、Blackzmith Optical及豐蒂珠寶等。3樓設有兩間小食店，包括比利時的朱古力店Mio Miko。其中來自美國Tuttimelon乳酪店設專用的花園供食客專用。還有Dazzling Café，点心代表，並針對kidult顧客，並引入運動品牌。
2019 年，香港人氣首飾品牌ARLOS （页面存档备份，存于）入駐The ONE L313號舖。
2019年11月，2樓全層商店結業，到12月13日改為I.T Orange Forest，佔地18,000平方呎。設多個來自日韓、歐美的潮牌，包括Beams Boy、Emoda、Thisisneverthat、Obey、The North Face、Wildthings等、牛仔系列和大型服飾配件專區和Mighty Jaxx Wonderland 限定店。同層亦設來自澳洲Deus Café及日本人氣拉麵店Afuri餐廳。

### L4-L5 時尚食府
商場4至5樓設有多間食肆，主要提供亞洲菜為主。4樓食肆包括「越棧」、「金寶越南牛肉粉」、原名深圳鼎泰豐特許經營店的「金牌小龍」、「易牙台式料理」、Suzuki Café Company 鈴木珈琲館及Pokka旗下的とん吉日式吉列專門店。
其他食肆包括來自日本函館市的Milkissimo意大利雪糕店、Sprouts、happylemon及Cowboy Seven Cafe。以上租戶於2012年中結業後，改為Häagen-Dazs、「K Town韓登」、「曲奇薈」及Harlan's Cake Shop。
5樓食肆包括「別府駅前料理」，「六本木茶房」及Kushi One。到2011年夏季，新增An-Tico Enoteca·Pizzeria及糖百府。其中An-Tico Enoteca·Pizzeria設8000呎戶外平台。
2013年，4樓「越棧」及「易牙台式料理」結業後，改為Le Viet越式餐廳及麻辣雞煲「大力棒棒」。5樓An-Tico Enoteca·Pizzeria則改為「北斗翁頂尊火鍋料理」。2014年，3樓開設台灣人氣蜜糖吐司店 Dazzling Café 。到2015年，「北斗翁頂尊火鍋料理」改為煌府婚宴品牌「煌苑 Royal Courtyard」。別府駅前料理改為「南小館」；六本木茶房改為日本料理甜品店「宏」。到2021年初，「煌苑」和「南小館」結業，分別改為和牛八和牛燒肉屋全新概念店「牛八Express」和「喜玥」。

### L6-L11 家居精品
商場L6至L11，命名為「生活精品」。主要租戶包括Brickstime、Creative Co-op Home、{De Rucci 慕思、OGAWA、Sealy Gallery 絲漣床褥、King Koil 愛皇健、Dunlopillo moments、rapee-LIVING 斗室、Sinomax、Slumberland 斯林百蘭及蓆夢思。其中8樓設佔地逾15,000平方呎Homeless及Lost and Found，集禮品、家居飾品、傢俬、燈飾及Full & Half咖啡店，並採用工業風設計，採用特定的嵌板及地板劃分區域。唯已於2016年4月15日結業，並遷往6樓Namco、Village Vanguard舊址。原址改為MediLASE激光永久脫毛美容店。
該範圍亦設有食肆，包括L6的HABITŪ caffè。
此外，商場的L6至L11樓層部份範圍為百老匯戲院，設六個影院，共提供800個座位，於2010年9月16日正式開幕，到2023年2月26日結業，之後由MCL接手，命名為MCL The ONE戲院，於同年9月1日正式開幕。
L9至L11其餘樓面為加州健身，會所共有三層。會所設有心肺、阻力及負重訓練等超過200部器材，當中共有40部嶄新設備。包括寬敞的Group X 動感教室及Spinning室內單車教室外，還有特定為私人健身、Kick Fit 拳擊健身及伸展等項目而劃分的區域。唯已於2016年7月12日結業。到2017年6月改為Goji Studios健身中心，但已於2021年12月27日結業。

### L12-L13 華麗食府
商場L12至L13分別命名為「華麗食府」，以高級食肆為主，每層均擁有逾19呎的特高樓底。
商場L12全層為東海海鮮酒家；L13全層為煌府婚宴專門店，內設全港獨有360度雙重旋轉大舞臺、100呎水晶走廊、流星閃爍光纖天花以及300吋巨型LED高清電視螢幕，於7月1日正式開業。

### L16 The AIR
商場16樓全層為空中花園，佔地萬多呎，落成前原打算讓公眾人士欣賞維多利亞港、尖沙咀及九龍東一帶景色，並且作為商場主要特色之一。不過商場落成後，花園只限招待貴賓享用，不作對外開放，只有貴賓專用升降機可到達。劉鑾雄於2010年10月曾為女兒劉秀盈8歲生日舉行嘉年華派對、商場開幕典禮及酒會、2011年9月舉辦的The ONE秋冬時尚週2011、JBL Loud on Stage 2011派對、明珠台《港生活·港享受》所頒發的高尚品牌獎及「2011香港精神學生大使」啟動分享會亦在此地舉行。香港无线电视剧集《My盛Lady》、《愛·回家 (第一輯)》、《天眼》、《潮流教主》等劇集也曾在此处进行外景拍摄。商場現只安排農曆新年及10月1日國慶的煙花匯演，才會開放空中花園予公眾進入，唯需於指定日期內消費滿500元方可獲入場證。
到了2012年3月，華置將空中花園改為The AIR高空證婚場地，準新人可以在場內進行一站式的婚禮服務，包括場地布置、律師證婚和餐飲等，費用最低消費由HK$38,800起。

### L17-L21 空中食府
商場17至21樓，命名為「空中食府」，以高級食肆為主，每層均擁有逾19呎的特高樓底。商場17樓為「利寶閣」、18樓為日式餐廳「Miyabi雅」及酒吧「Cocky Bar」，19樓為來自東京著名鐵板燒店「海賀」及高級歐陸式餐廳 Harlan's，20樓為稻香旗下全新潮粵菜餐廳「迎」，佔地接近10,000平方呎。21樓頂層為Wooloomooloo Steakhouse，提供澳洲菜。
2013年，18樓所有食肆結業，8月重開後改為由香港著名女演员劉嘉玲投資的日式餐廳「京旬 Kyo Shun」、TAPAGRIA及西班牙菜餐廳Zurriola。到2015年5月，開設日本人氣抹茶店「中村藤吉」香港店，唯開業11個月後便結業，到2016年改為譽宴．星海。2016年，20樓「迎」結業，9月重開後改為Cafe Deco，2019年9月結業。到2021年11月底改為西餐廳PHENOMENON WINE‧DINE。

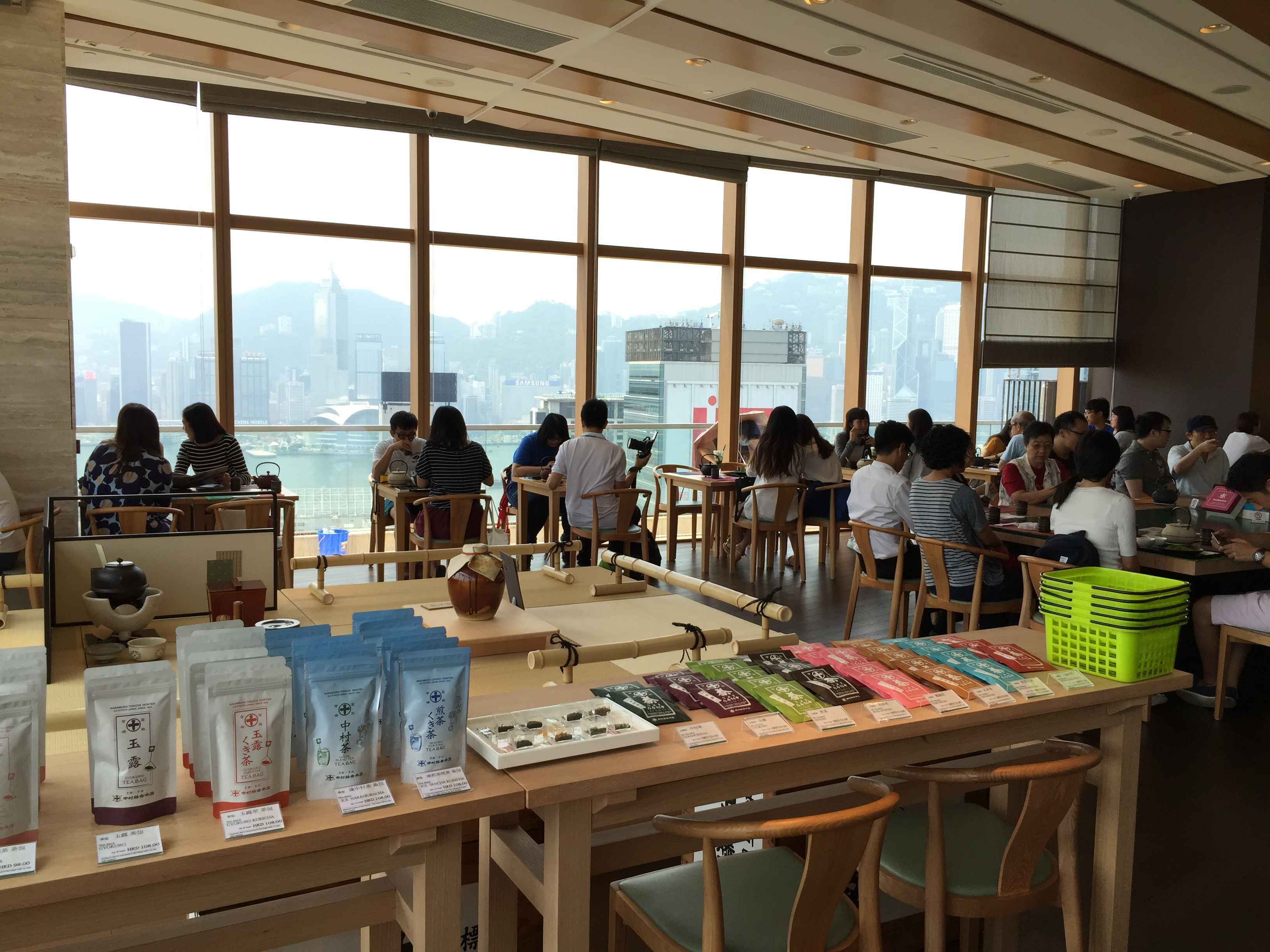
18樓「中村藤吉」香港店（2015年）
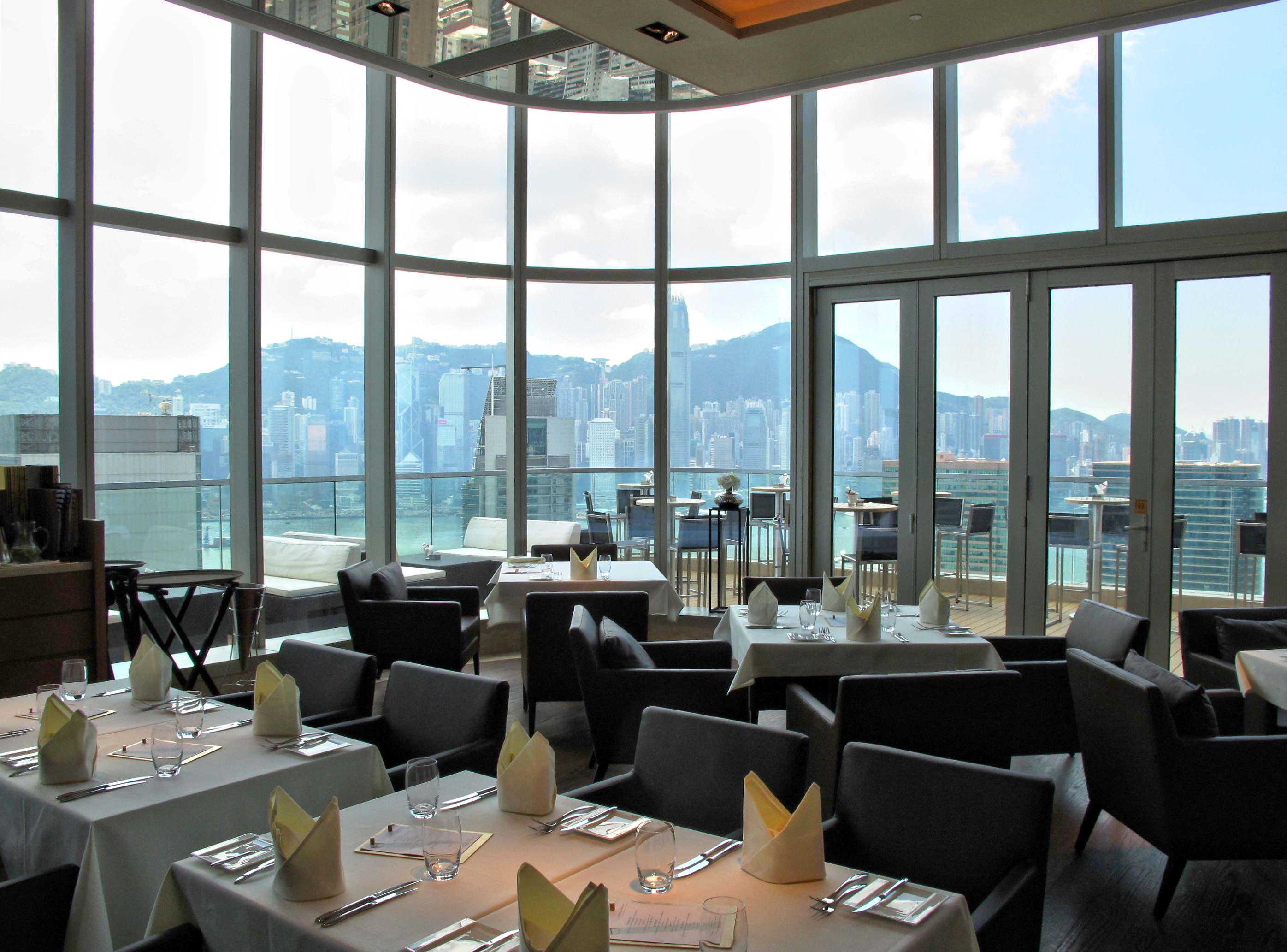
19樓高級歐陸式餐廳 Harlan's（2010年）
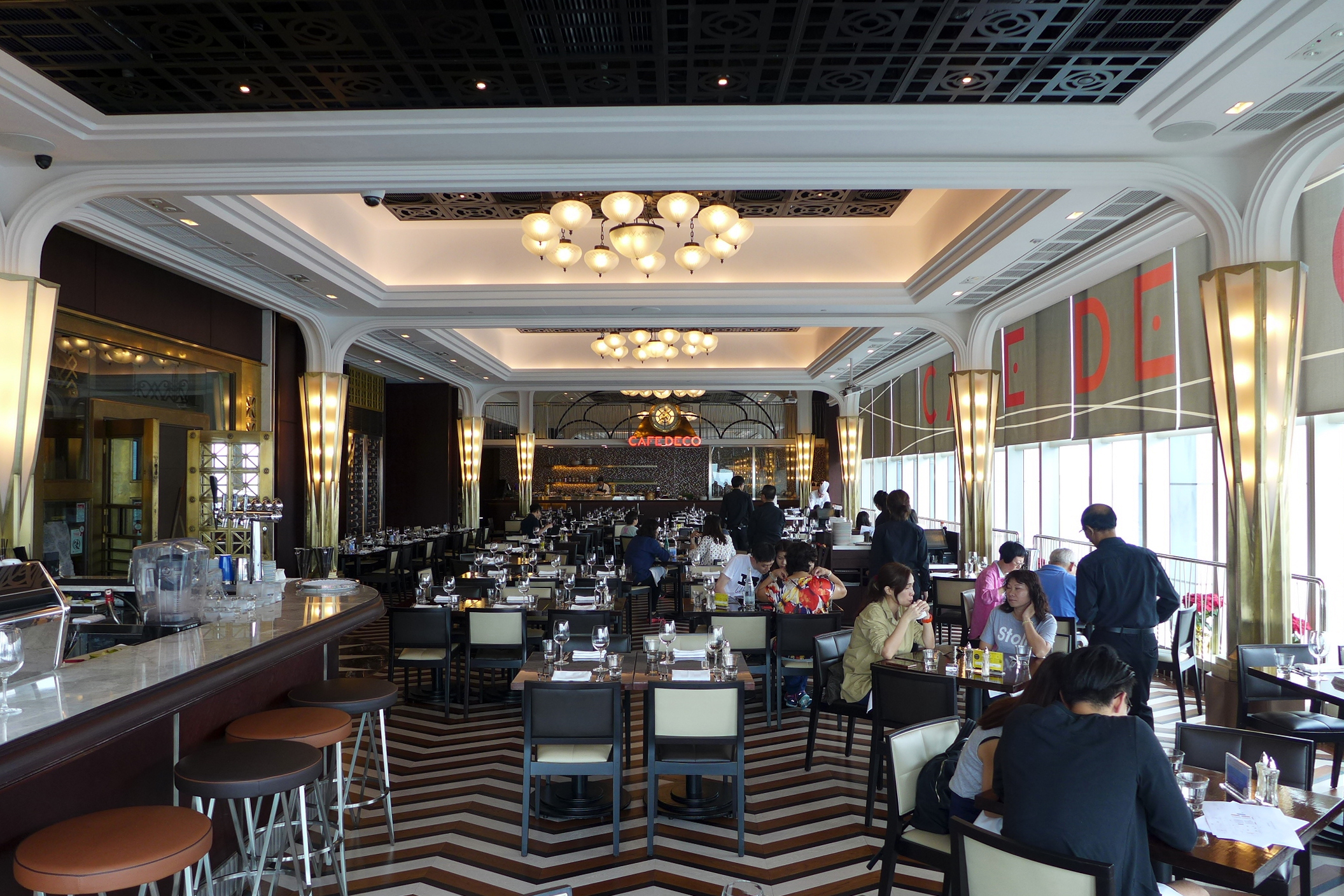
20樓Cafe Deco（2016年）

## 樓面租出
The ONE意向呎租60至1,000港元，視乎不同樓層而有不同定價，其中最貴呎租為地舖，平均呎租約1,000港元，目前所有樓面租出。最大租客為I.T，佔地約6萬平方呎，包括地下、UG1、UG2 、L1及L2五層，共有25間潮流品牌。包括CAMPER、:CHOCOOLATE、izzue、b+ab、BEAUTY & YOUTH UNITED ARROWS、BEAMS、JOURNAL STANDARD、Mini Cream、FRENCH CONNECTION、mysty woman、tout à coup、as Know as de base、ROSE BUD、FRED PERRY、ete!、MUSIUM、Anna Sui、Spiral Girl、KBF、PAGEBOY、Venilla suite、RABEANCO、EMODA、MURUA及STYLE NANDA等日系及自家品牌。
該商場於2010年時亦引入景福珠寶集團，租用樓面逾1萬平方呎。其他商舖面積由2,000至3,000平方呎起，可視乎不同租戶的需求而定，若有租戶要求，可將單位二合為一，現已落實部分租戶，亦有部分為大型知名品牌。至於租期方面，娛樂等行業商戶租約期可長達至7年，而普通的零售業租期一般為2年。同年10月，董事劉鳴煒出席旗下尖沙咀商場The ONE開幕禮時指出，現時The ONE出租率已接近95%，對他來說屬合格，但希望能夠百分百租出。他又透露，該商場呎租介乎60至1,200元，優於集團預期，而人流一直穩步上揚，最高一周達到20萬人次，令人鼓舞。

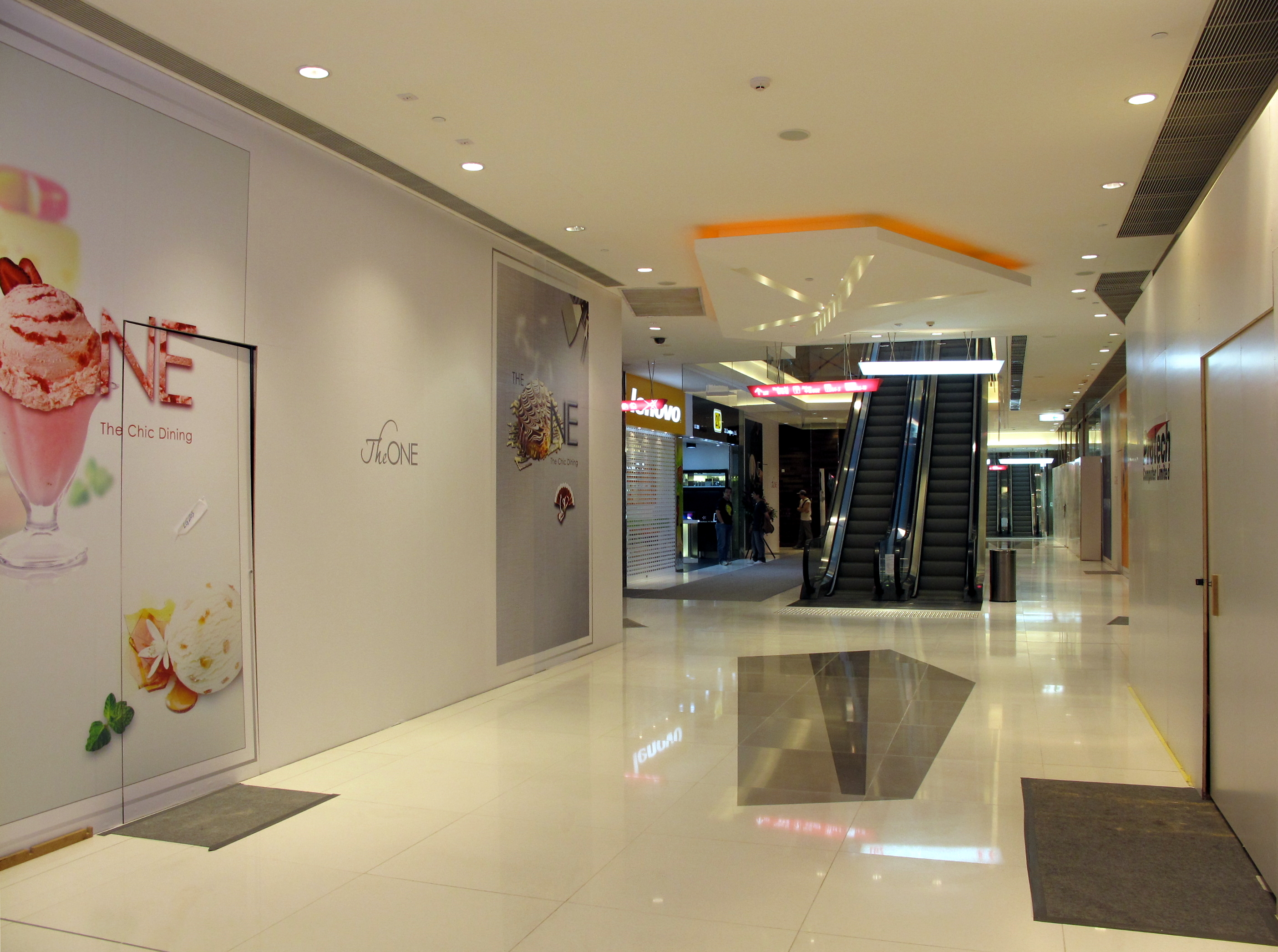
LG2層原本命名為「數碼壹地帶」，不過所有店舖已於2011年3月起不獲續租
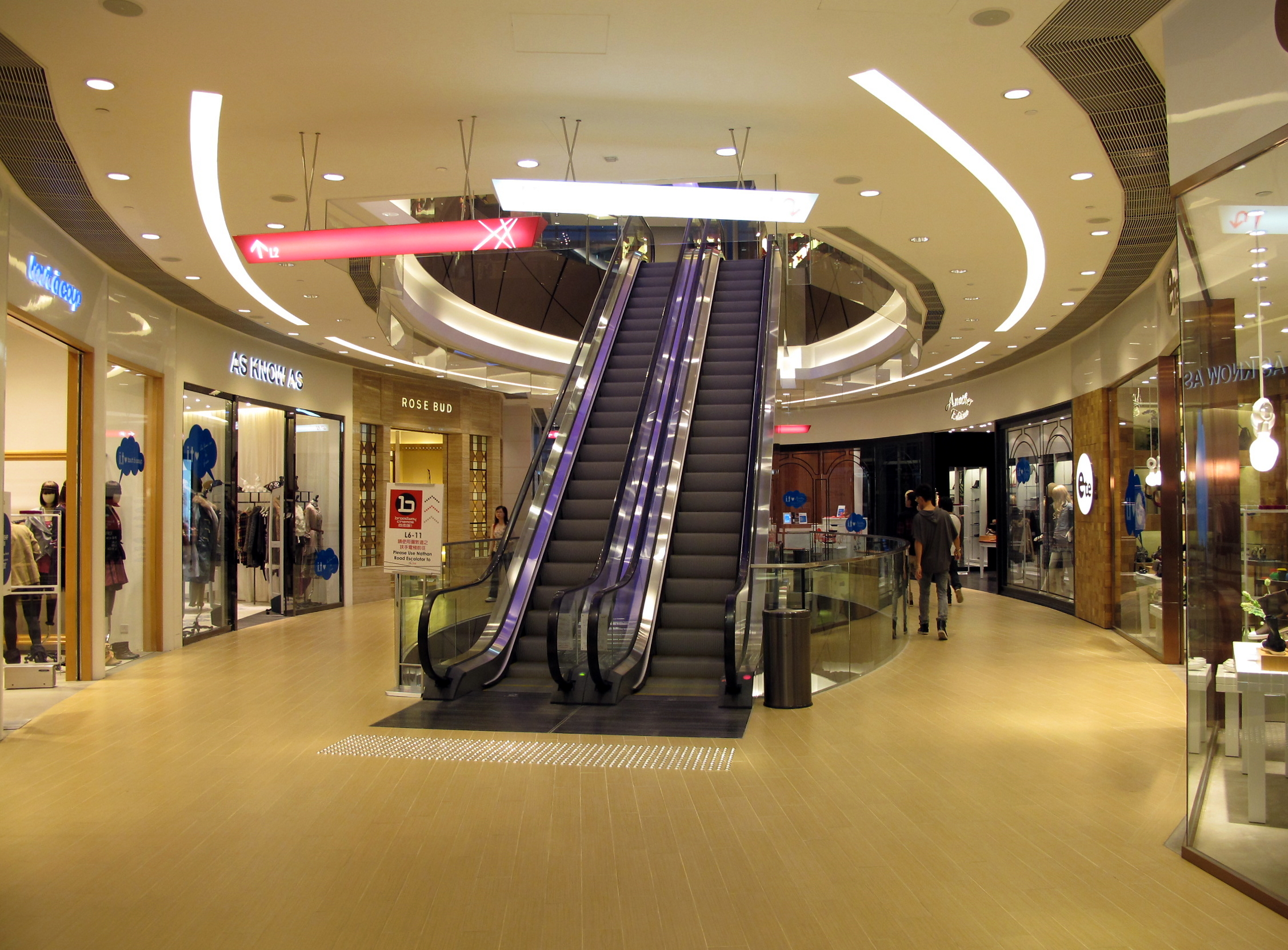
1樓的ete!、tout coup及Another Edition
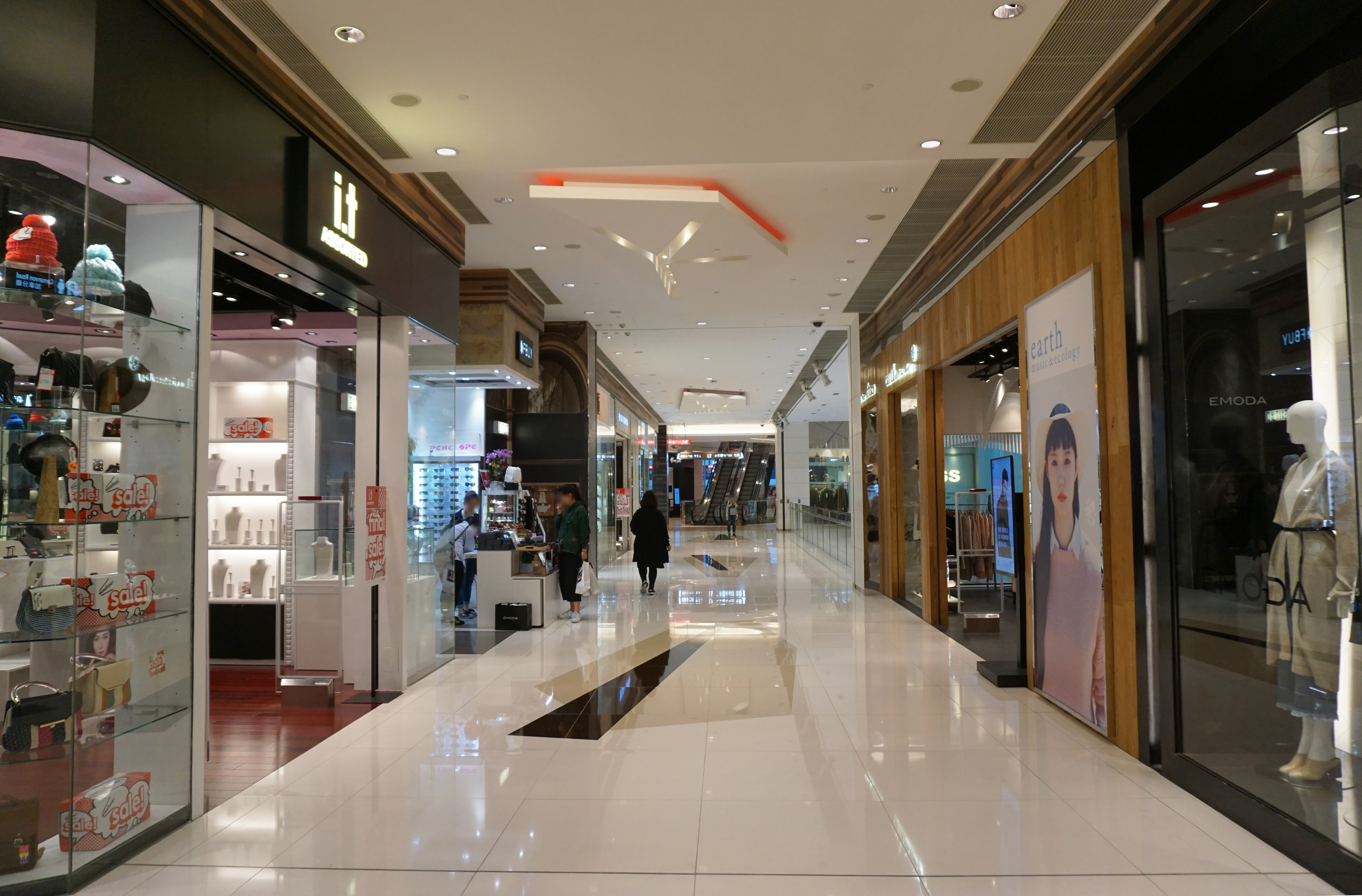
2樓時裝、墨鏡及配飾（2017年）
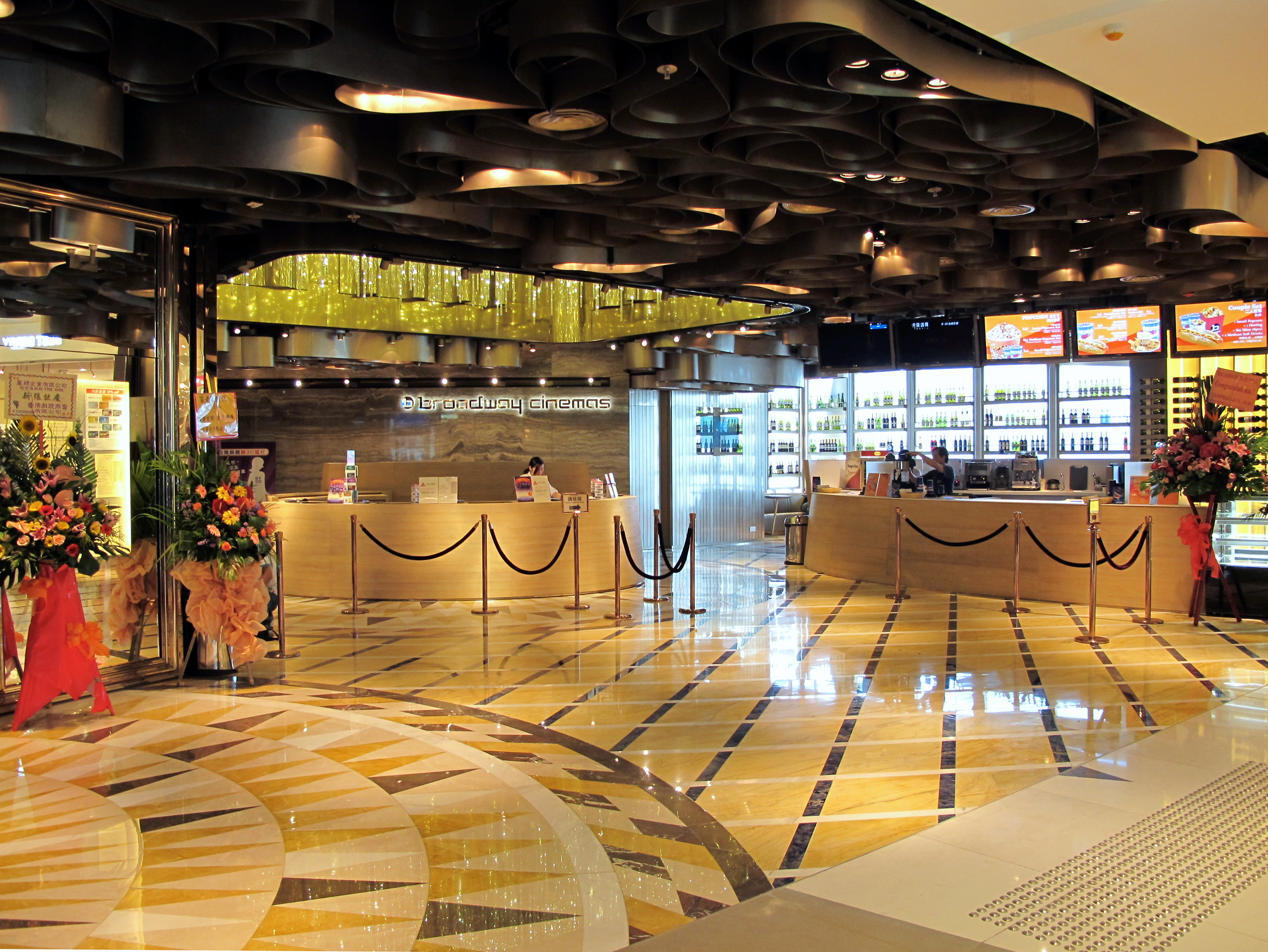
百老匯戲院
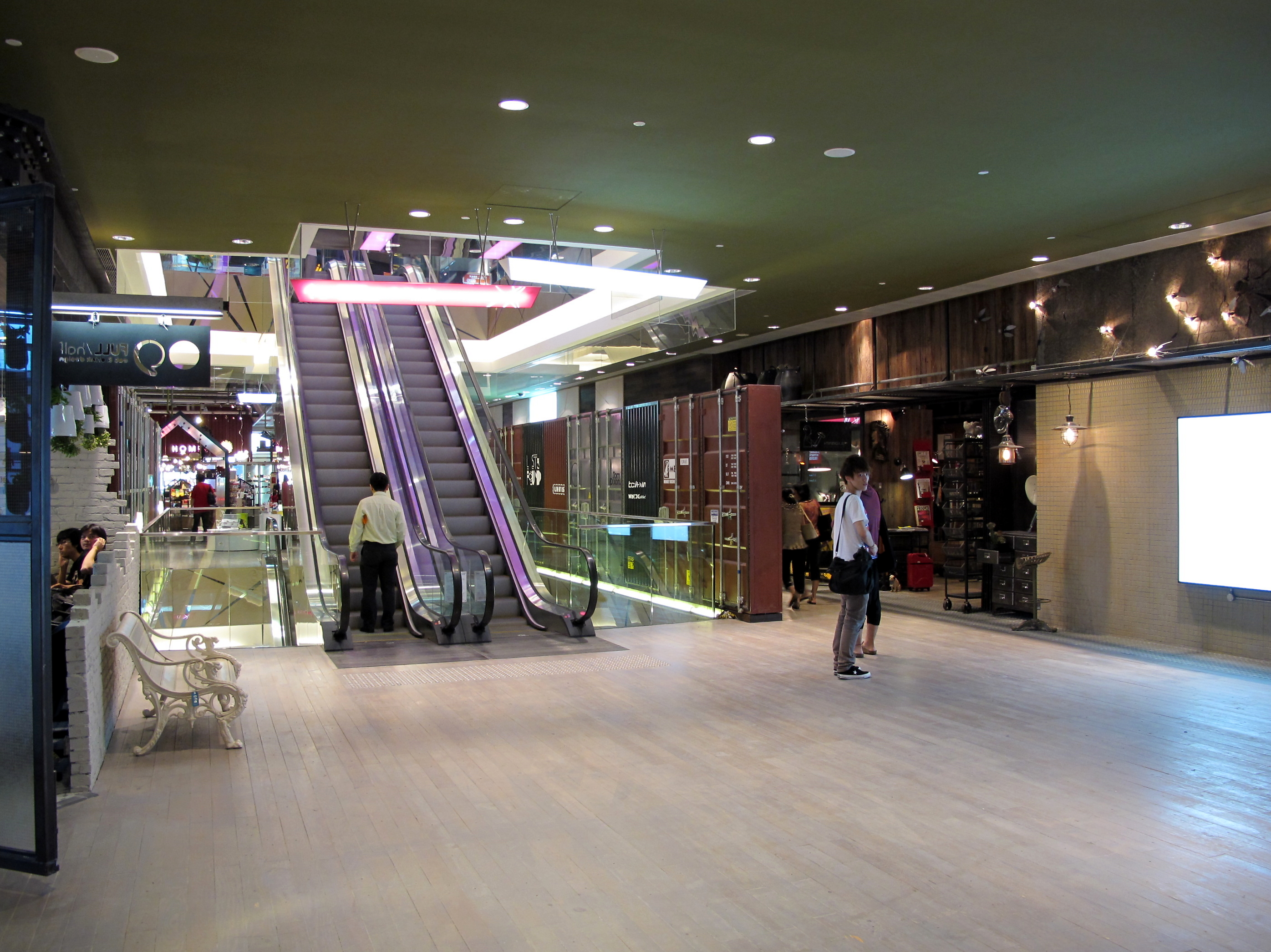
8樓 Lost&Found 家居店

## 市場推廣
除於不同特別節日設計及製作大型主題裝飾及舉行慶祝活動外，商場定期籌辦各類首映禮、簽唱會、記者招待會、展覽、消費獎賞、社論式廣告、內地購物團、旅客優惠及其他活動。此外，商場亦推出The ONE Card及The ONE購物現金券，分別為顧客帶來優惠。The ONE更透過多個社交網絡平台介紹商場最新資訊、推廣活動、消費優惠及獎賞。

## 放售商場
2012年7月17日，頭條日報引述市場消息指華置積極出售舖位物業，當中最大項目為尖沙咀The ONE，市值達150億元。2015年8月13日，華人置業公布，決定向劉鑾雄出售The ONE，作價為50.2億元（扣除The ONE銷售貸款後），款項已經全數支付。

## 批評

### 外牆發光二極管燈造成滋擾
環境保護署接獲5宗投訴，表示不滿The ONE外牆發光二極管太光及閃爍造成滋擾，亮燈至凌晨4時，令附近居民不能入睡。管理公司與大廈業主商討後，已打算提前於晚上9時關掉位於大廈天台向南的大廣告牌，並於晚上11時關掉大廈牆身向北的LED燈飾。到了2011年2月初，尖沙嘴豪宅名鑄至少十戶住客，不滿鄰近商場The ONE頂樓的大型燈光招牌構成滋擾，嚇走三位潛在租客，戶主不得不把租金叫價大減，還要加裝厚厚的遮光窗簾才租得出。其中一戶通過律師事務所向筆者求助，擬提出民事訴訟，禁制光污染行為。
此外，The ONE對面住戶亦投訴，商場地舖Chocoolate壁報式閃爍廣告燈，有關燈光平日至少在晚上11時後才關上，聖誕和農曆新年等大時大節期間，燈光更會開至凌晨12時，甚至凌晨1時，令居民大受滋擾。地球之友更表示，曾到上址視察兩次，發現時裝店外的黑白色「燈牆」範圍頗大，刺眼的LED燈光閃爍不停，不但造成光污染，更涉及交通安全的問題。
Chocoolate The ONE分店職員昨回應指，昨晚會暫停亮燈，有待了解跟進。
根據環保署2011年2月25日給地球之友的回覆，署方曾到上址進行視察，並向負責人反映收到有關該商舖外牆閃動招牌的投訴，「負責人表示有關招牌的開啟時間為晚上六時至十一時。我們建議他們考慮減低有關燈光裝置的強度及縮短其開動時間。當同事於早前再到上址視察時，商舖的負責人表示已經停止有關招牌的閃動及提早半小時將其關掉。此外，同事已再沒有察覺到有閃動的光柱。」

### 空中花園只限貴賓享用
根據華人置業於2009年6月16日所發出的新聞稿，表示The ONE 16樓佔地萬呎的空中花園可讓遊客及消費者享用。不過商場落成後，卻一直不作對外開放，只限招待貴賓及拍攝無線電視劇集專用，再加上只有貴賓專用升降機可到達，成為了舉辦私人活動的主要地點。私人活動包括劉鑾雄於2010年10月曾為女兒劉秀盈8歲生日舉行嘉年華派對、商場開幕典禮及酒會、2011年9月舉辦的The ONE秋冬時尚週2011、JBL Loud on Stage 2011派對、明珠台《港生活·港享受》所頒發的高尚品牌獎及「2011香港精神學生大使」啟動分享會亦在此地舉行。商場現只安排農曆新年及10月1日國慶的煙花匯演，才會開放空中花園予公眾進入，唯需於指定日期內消費滿500元方可獲入場證。
現時有關的安排與新聞稿完全不乎，對公眾人士極不公平。

## 事件
2010年10月8日，民主黨為慶祝16周年黨慶，於尖沙咀The ONE 13樓煌府筳開48席，邀請了多名政商界人士參與，特首曾蔭權更率領一眾高官捧場。另一方面，社民連成員嘗試進入踩場，不過大批商場保安卻築起人牆，禁止社民連成員進入商場，後來雙方不停推撞，場面混亂。即使社民連之後能夠成功進入，但被大批商場保安包圍，大部份時間只能逗留在商場底層。商場業主華人置業董事劉鳴煒親自到場指揮保安，要求社民連成員立即離開商場。最終，多名保安抬走示威者，業主華置打算從法律途徑向社民連成員作出追究。
2012年1月28日晚上11時左右，商場2及3樓部份防火花灑故障，引致不斷噴水，導致2及3樓部份範圍完全水浸，大批商場職員需緊急放置沙包，避免商戶範圍水浸。
2017年5月25日早上9時許，商場地下廣場露天咖啡店Coffee Academics有電工完成檢查電力維修後，機器突然冒煙起火，火勢一發不可收拾。消防到場將火救熄，咖啡店櫃枱嚴重焚毁，無人受傷。
2021年6月26日下午，ERROR成員肥仔（梁業）及193（郭嘉駿）出席露天廣場舉行的《維他新鮮茶 x The ONE至WOW挑戰賽》，並招待20名粉絲入場。活動開始前已經吸引超過300名粉絲到場圍觀。不過活動未開始前突然有近10名警員到場，指現場人士涉違反4人限聚令，警員拉起封鎖線，並驅趕粉絲離開。粉絲未有離開，而警員向主辦單位抄下身分證資料。其後警方與主辦單位商議後，在活動場地用圍板分隔，結果粉絲無法觀看活動進行。

## 興建圖集

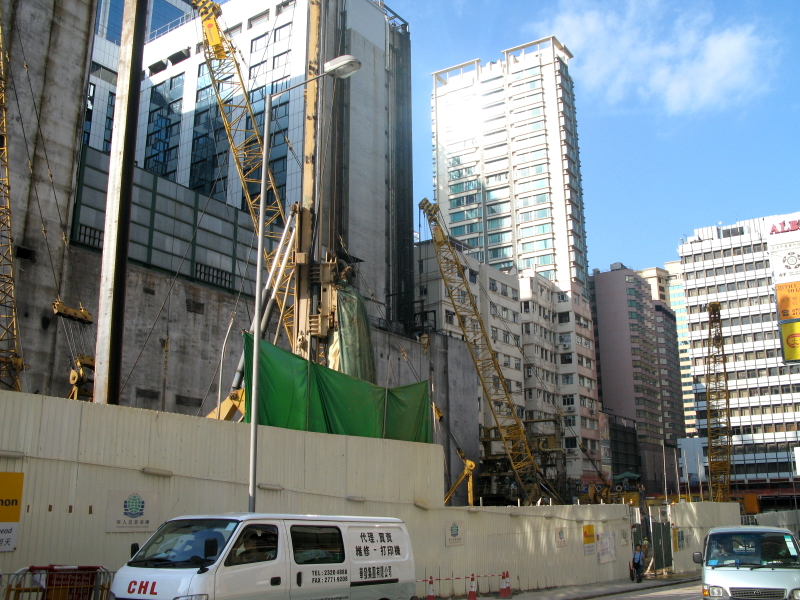
興建中的The ONE（2007年5月）
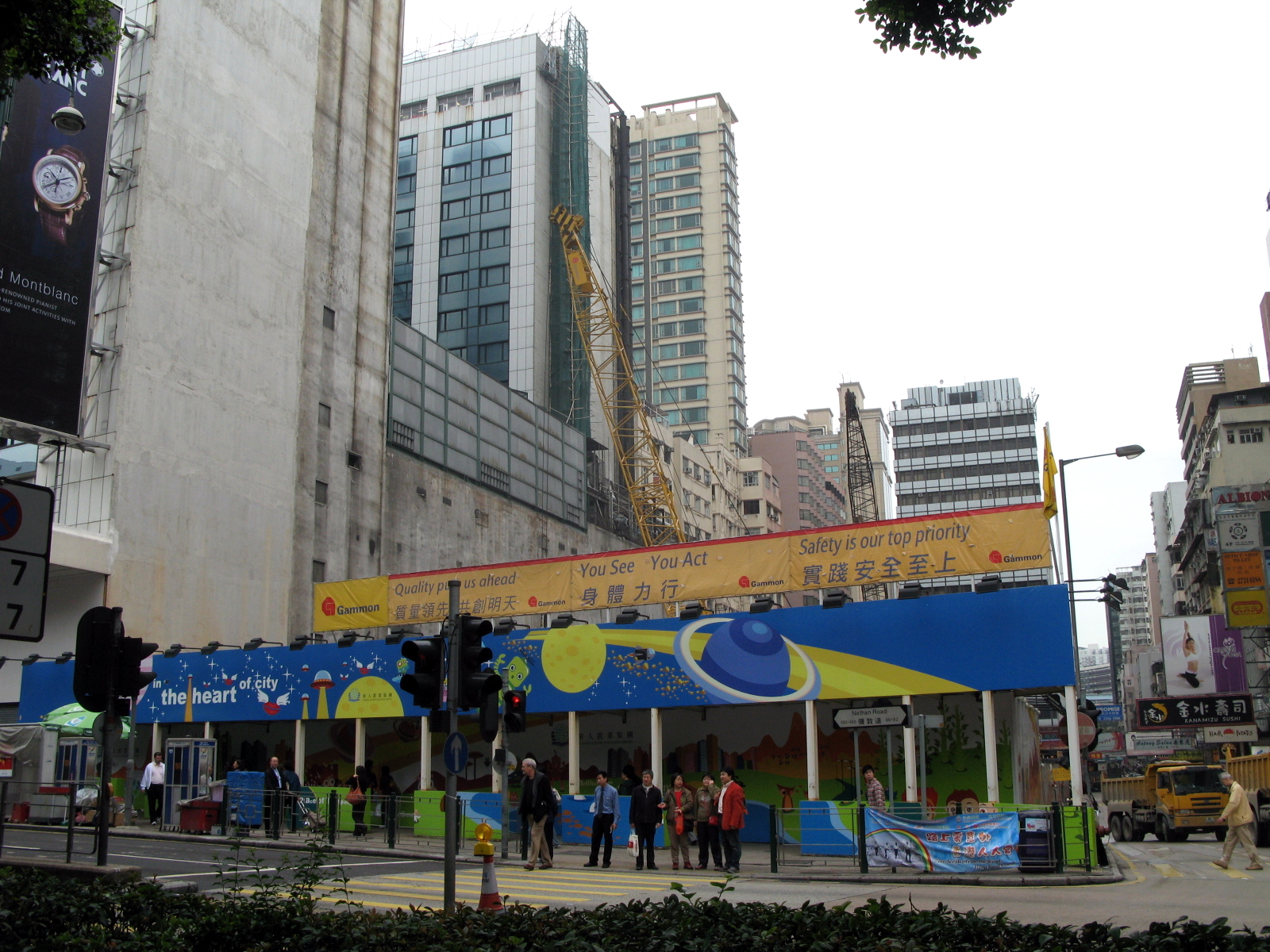
興建中的The ONE（2008年2月）
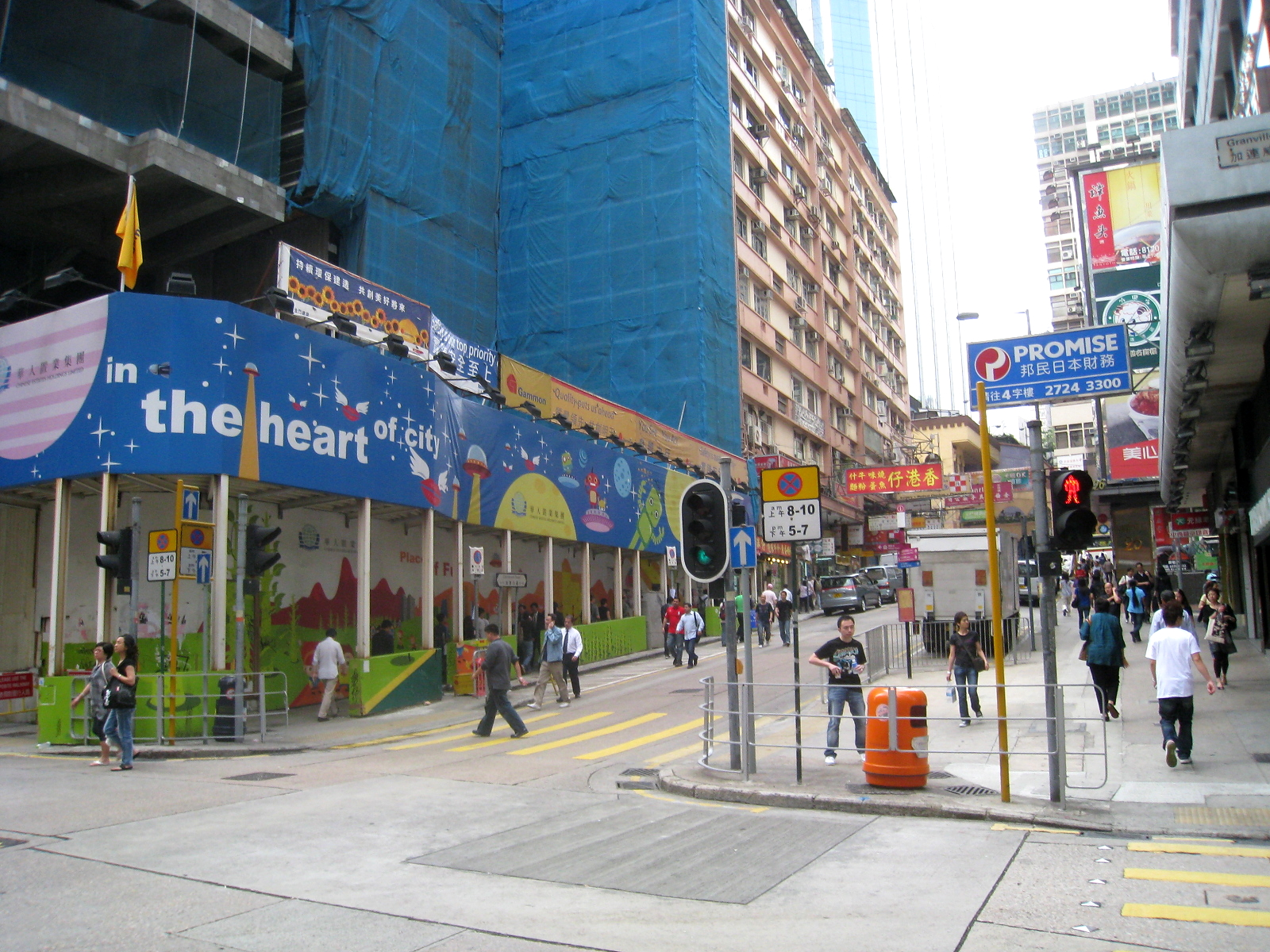
興建中的The ONE（局部）（2009年5月）
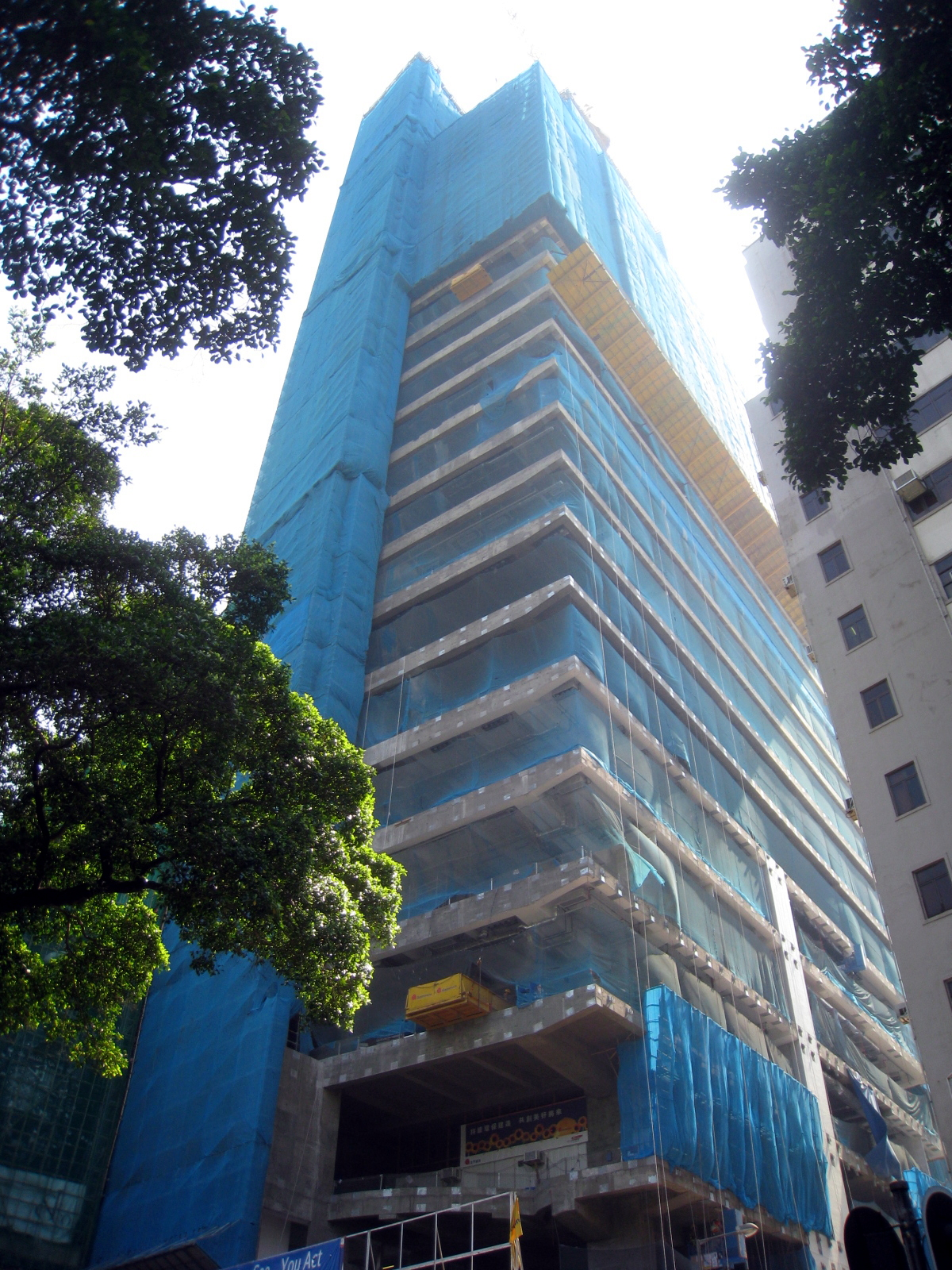
興建中的The ONE（2009年7月）
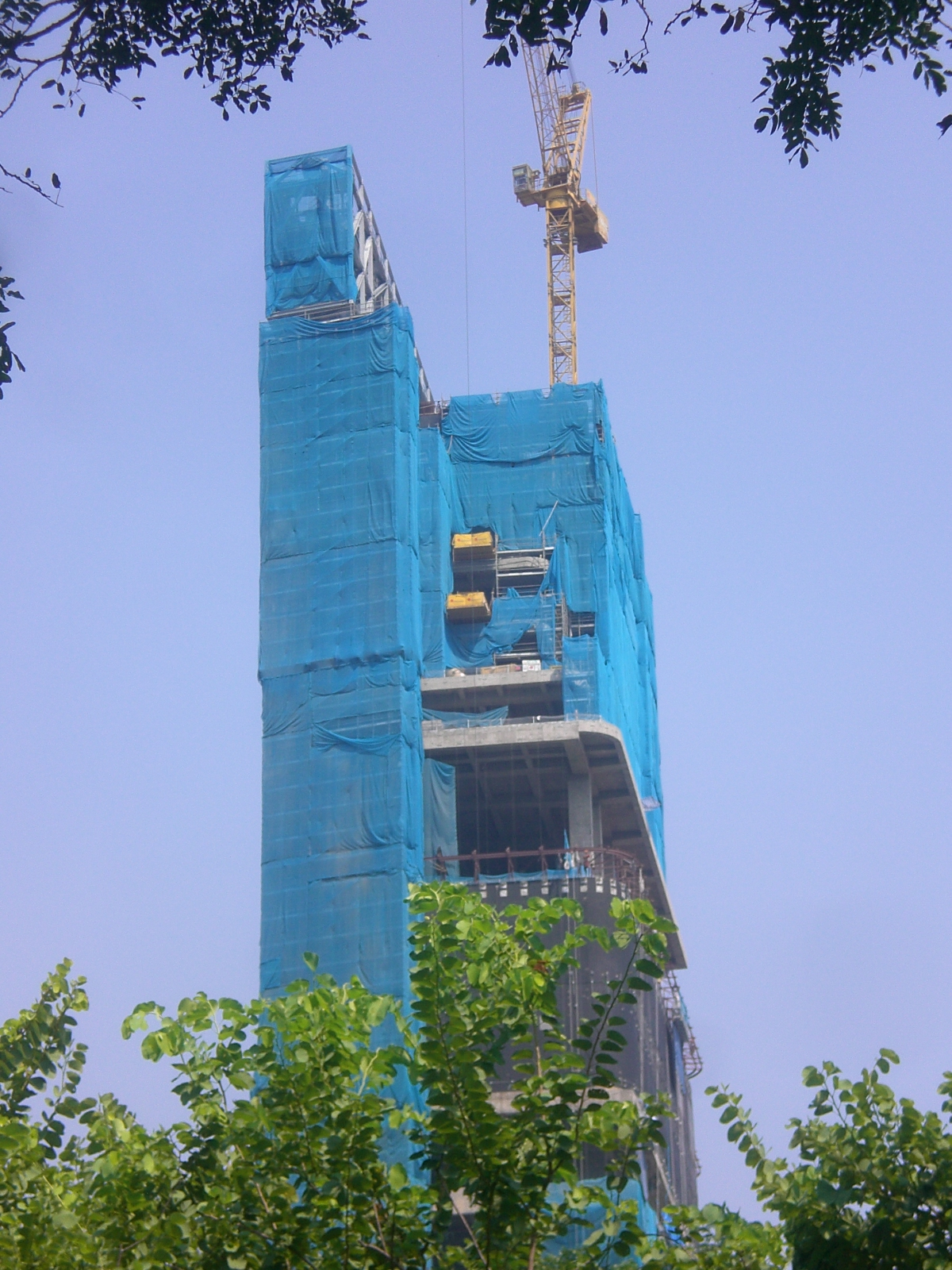
興建中的The ONE（2009年10月）
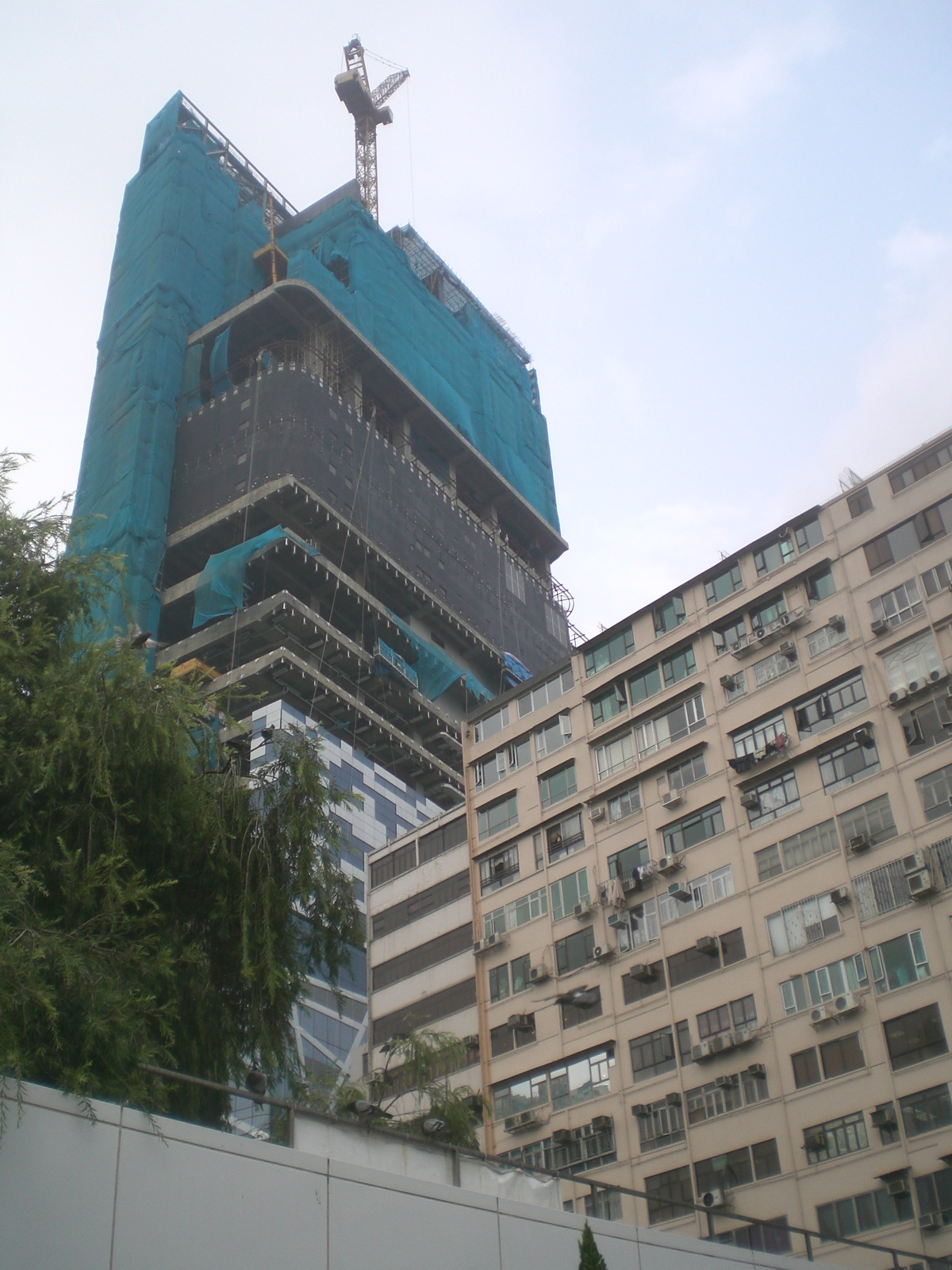
從九龍公園仰望興建中的The ONE（2009年10月）
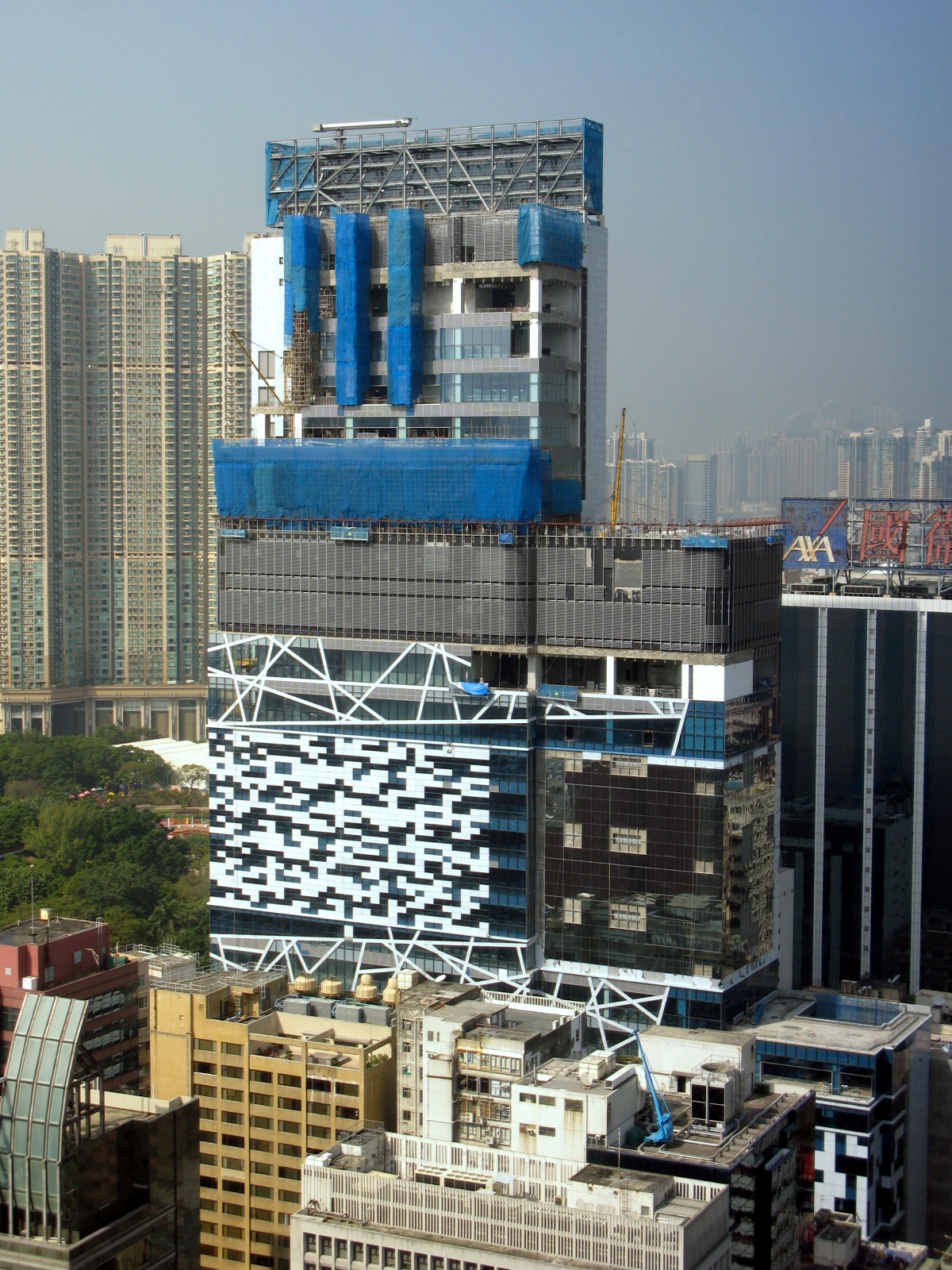
興建中之The ONE（2009年12月）

## 外部連結
- The ONE官方網站（页面存档备份，存于）
- The ONE的Facebook專頁
- The ONE的Instagram帳戶
- The ONE的新浪微博